# Museo de las Aves de México
El Museo de las Aves de México, en la ciudad de Saltillo, en el Estado de Coahuila, se inauguró el 15 de noviembre de 1993. Su fundación se logró gracias al apoyo entusiasta del Gobierno del Estado y a la generosa donación que hizo el señor Aldegundo Garza de León de su colección formada a lo largo de 50 años, misma que hoy en día continua incrementándose.
Su misión es dar a Conocer, Valorar y Conservar los recursos naturales de México y del mundo, a través del conocimiento de las aves.

## El Museo
Cuenta con más de 3,000 ejemplares, que representan un 73% de la avifauna del país. En su interior, el Museo de las Aves alberga a la mayor parte de las especies de aves que se reproducen y residen de manera permanente, así como aquellas que visitan México como parte de su ruta migratoria.
Así mismo, muestra aspectos interesantes de la avifauna de la región y da cuenta de la enorme riqueza ornitológica que se puede encontrar en un ambiente tan difícil como el desierto chihuahuense, al cual pertenece la mayor parte del estado de Coahuila.
Es considerado uno de los museos más importantes a nivel mundial con una temática de educación ambiental dedicada de manera exclusiva a las aves nacionales. Nadie ama lo que desconoce es una frase cuya trascendencia se ve reflejada en las personas que año con año encaminan sus pasos a través de la exposición permanente, y cobra gran importancia cuando nuestros visitantes reciben un paseo interactivo por entre las cinco salas que lo componen, y se establece un diálogo directo entre el visitante, los niños guías y las aves, con lo cual se cumple con el objetivo para el cual ha sido fundado:
“Mostrar el complejo, importante y hermoso mundo de las aves de México que por sí mismo pone de manifiesto la enorme riqueza natural de nuestra patria y la importancia indiscutible de conservarla”.

### Áreas del Museo
Un punto clave dentro de la conservación es la educación ambiental. Dentro del Museo de las Aves de México, actividades como exposiciones, juegos, carteles, entre otras, han servido para involucrar a niños y a personas con capacidades diferentes dentro del mundo de las aves y su problemática actual.

### Salas de Exhibición
La visita a la exhibición consta de cinco salas distribuidas por temas, que le permiten al visitante conocer acerca de la avifauna así como del rol natural que desempeñan estos organismos. 
Cabe aclarar que la colecta de ejemplares de aves que el museo ha efectuado ha sido únicamente con las especies que no presentan problemas actuales en su población y considerando especialmente que no se encuentren en alguna categoría de riesgo, según la NOM-ECOL-059-2010.
Así mismo, actualmente el museo cuenta con tres formas de adquisición de ejemplares: convenios con los zoológicos de todo el país, autorizados por la Secretaría del Medio Ambiente, Recursos Naturales y Pesca; donaciones de particulares y por colecta, que se efectúa con sus respectivos permisos y solo con aquellas especies permitidas que no se encuentran bajo alguna categoría de riesgo según la norma oficial NOM-ECOL-059-2010.

### Servicios Educativos
El Museo cuenta con un área de servicios educativos para grupos escolares y público en general que ofrece recorridos guiados, talleres de fin de semana además de una colección para invidentes.

### Área de Reserva
Parte fundamental del Museo de las Aves de México es el área de reserva, en donde los ejemplares que se han ido adquiriendo a lo largo de la historia del museo, producto de colectas o de donaciones, se guardan celosamente bajo las más estrictas medidas de seguridad. 
Se asegura, de esta manera, su incalculable valor, no solo por su representatividad taxonómica o geográfica, sino porque son testigos de lo que la naturaleza puso sobre la faz de la tierra. 
Con ello, el museo muestra su enorme compromiso con las generaciones actuales y futuras en el mundo. 

### Colección Científica
El Museo tiene un gran interés por desarrollar la parte científica del estudio de las aves para tener una visión integral y continuar difundiendo el conocimiento y ser uno de los más completos en América Latina, por lo que tiene asociada una importante colección científica de ejemplares, abierta exclusivamente con fines de investigación, así como una colección de tejidos congelados, como respuesta a los nuevos paradigmas de la investigación en la ciencia.

### Biblioteca “Dr. Allan R. Philips”
En honor a uno de los grandes ornitólogos que dedicó su vida al estudio de la avifauna mexicana, el doctor Allan R. Phillips, se cuenta con una biblioteca que lleva su nombre y que reúne importante literatura considerada clásica dentro de la ornitología de México, así como bibliografía actualizada sobre diversos tópicos relacionados con las aves.

### Auditorio
Cuenta entre sus atractivos con su antigua capilla convertida ahora en auditorio, el cual sirve a la comunidad para presentar conciertos, conferencias, exposiciones culturales de diversos tipos, y también se facilita para ciertos eventos sociales, contando además con un amplio estacionamiento privado.

### Jardín

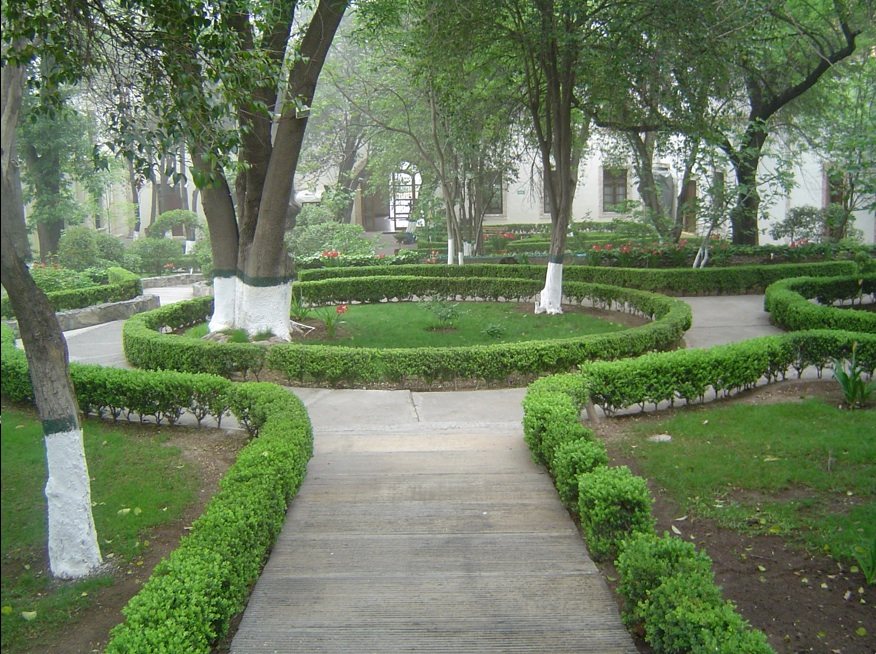
Una de las hermosas vistas del jardín.

En una vasta extensión del terreno, el jardín central del museo redondea perfectamente el concepto de armonía con la naturaleza. Es curioso hacer notar que, según testimonios fotográficos, la palmera que se yergue en el patio es la que originalmente plantaron los maestros jesuitas el siglo pasado.

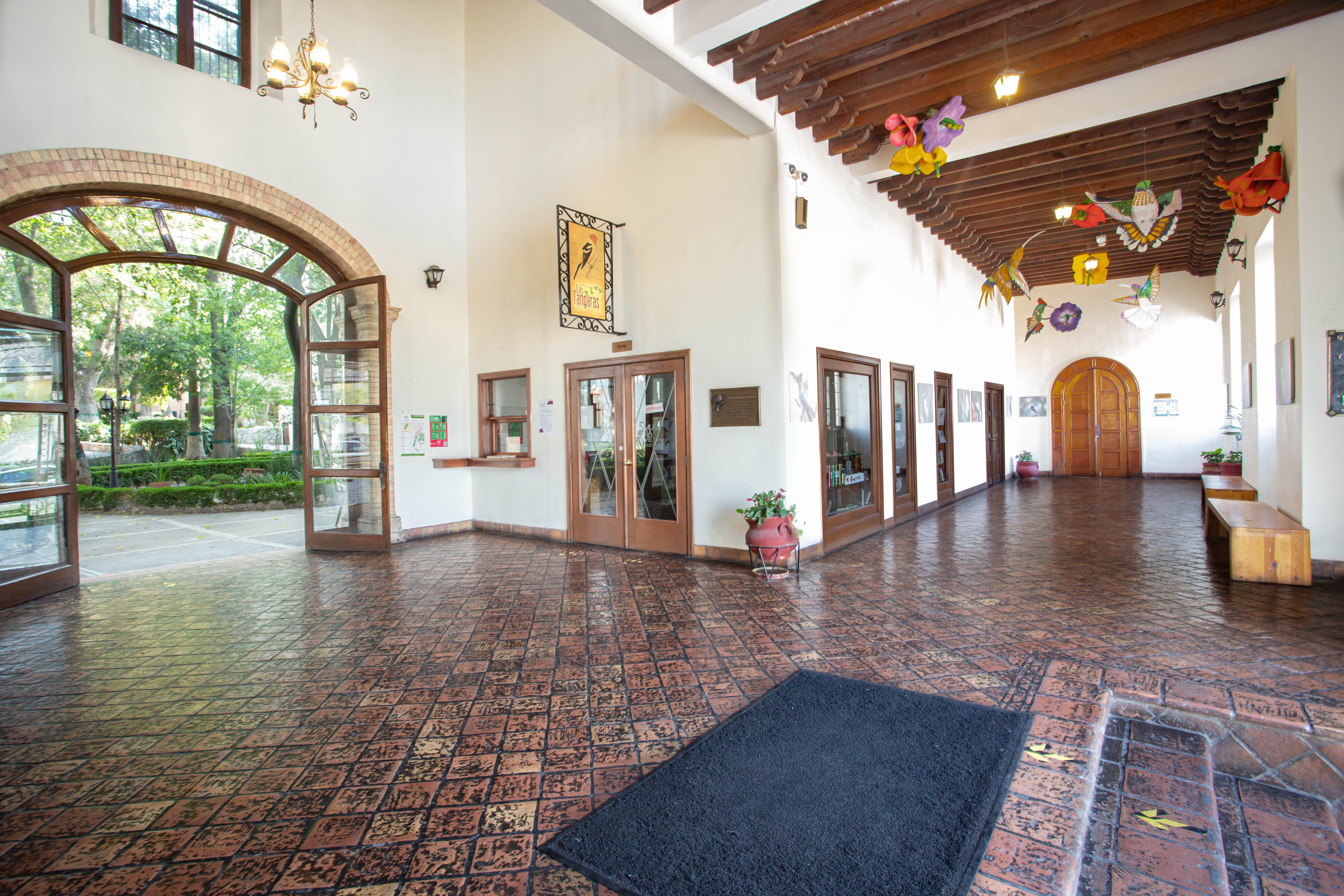
Vestíbulo

### Vestíbulo
Originalmente fue construida por los jesuitas para ocupar la dirección y las áreas administrativas del Colegio de San Juan Nepomuceno. Hoy en día, el vestíbulo les da la bienvenida a sus visitantes y destina sus espacios a la taquilla y a la tienda de recuerdos.

## La exhibición
Al ingresar en la primera sala del Museo de las Aves de México, podemos conocer el Origen del Museo de las Aves de México así como conocer sobre el origen y evolución de las aves, su Vuelo y Clasificación. 

### Sala 1: Origen del Museo y las aves

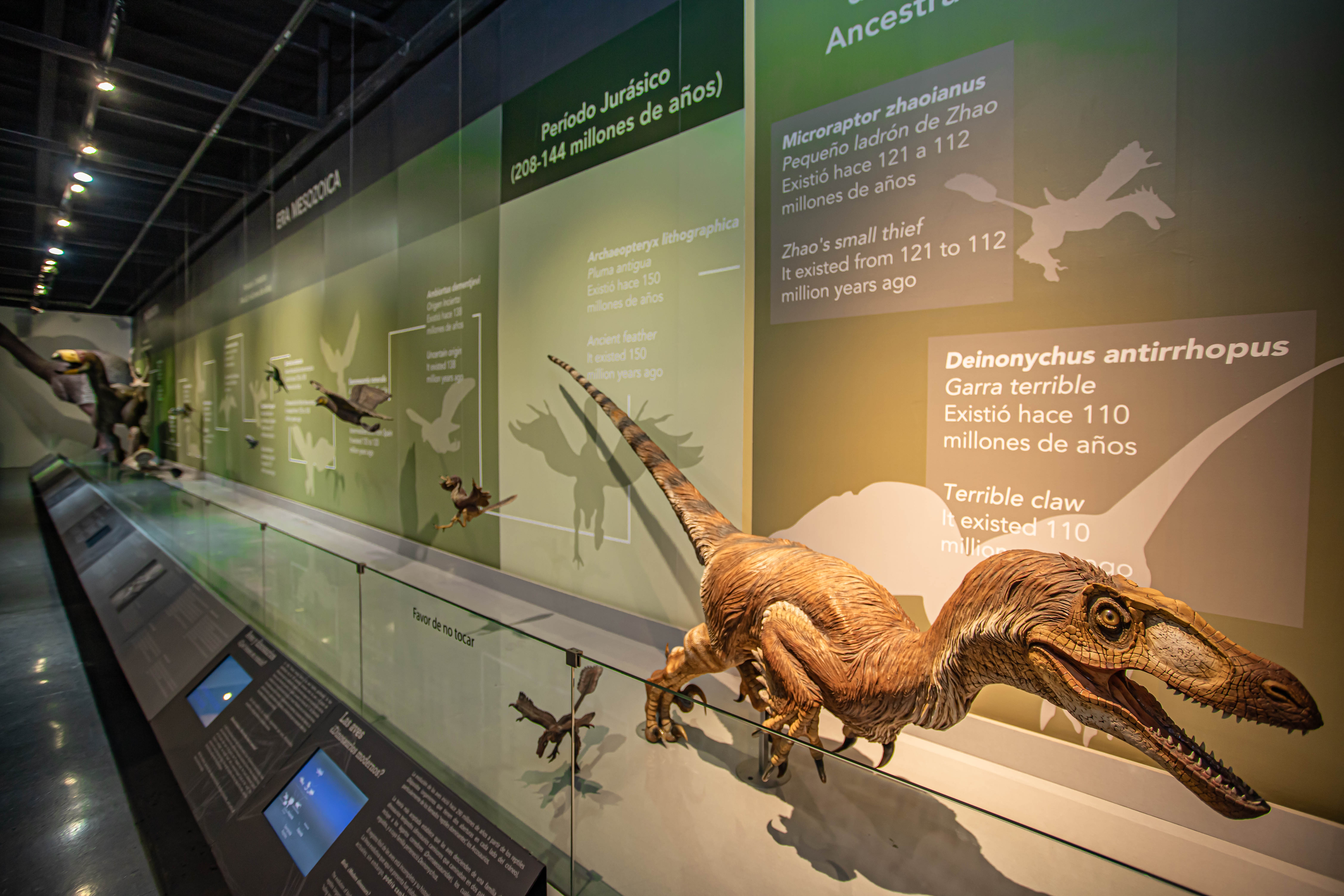
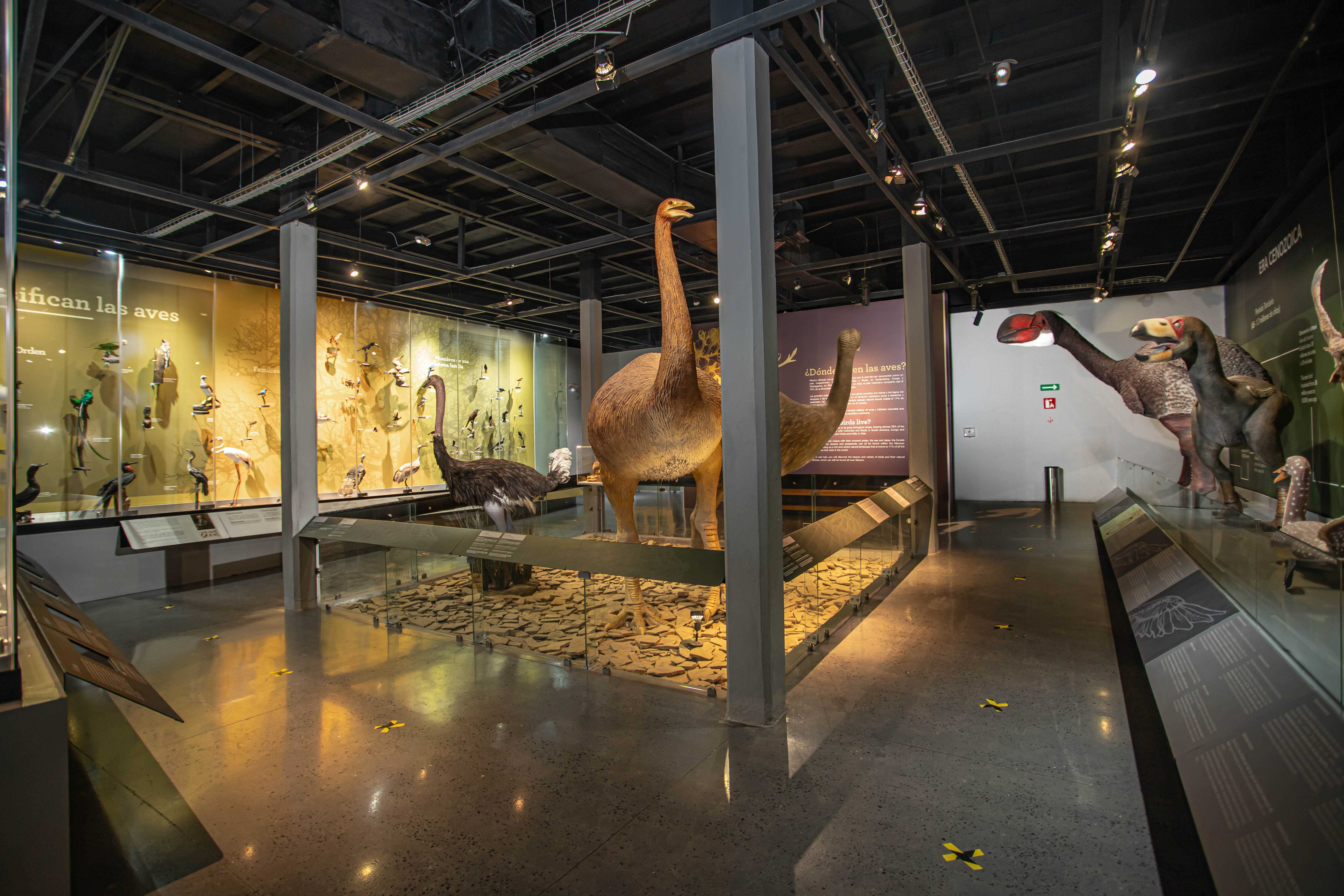
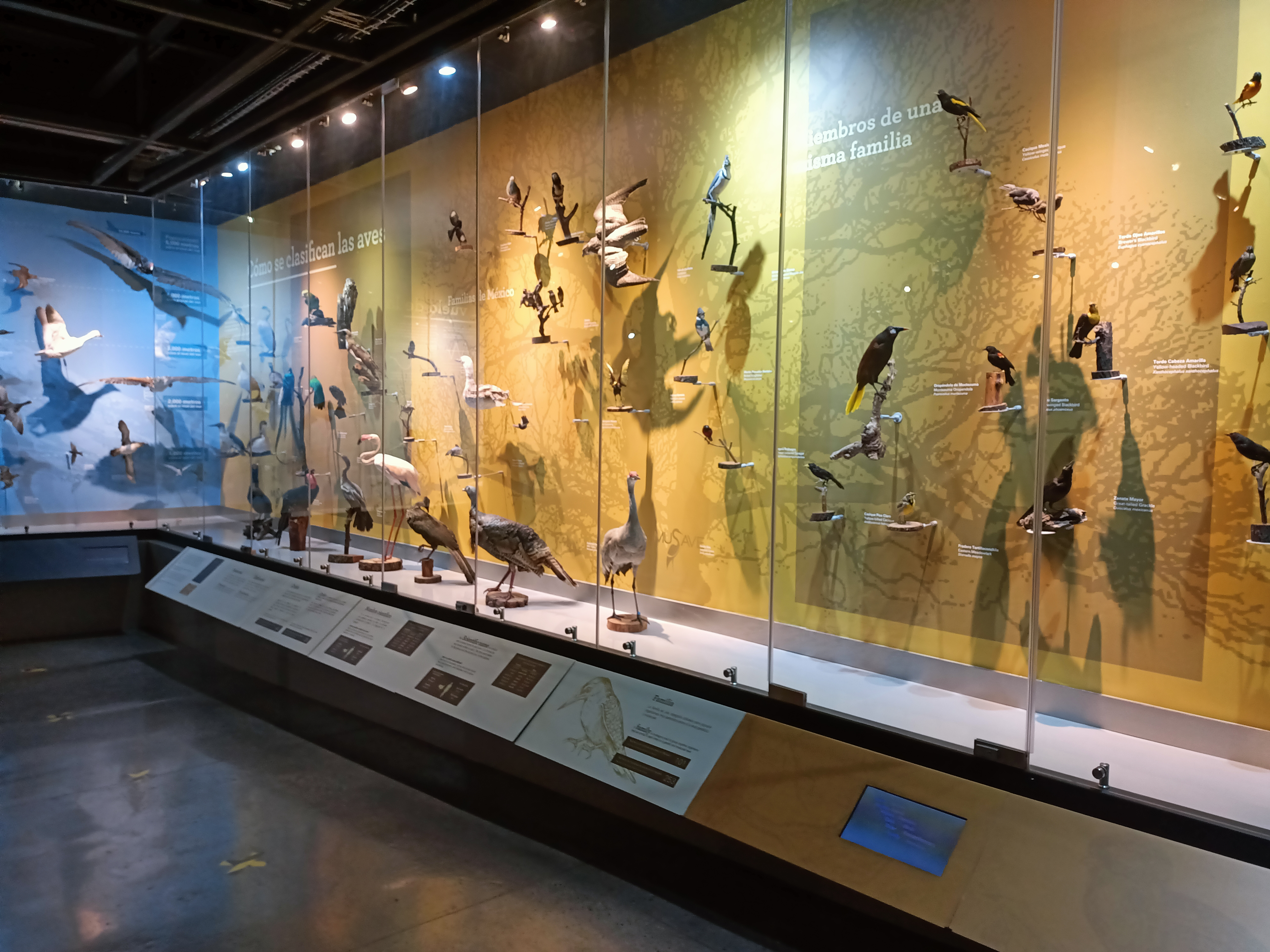

En esta sala se conoce el origen de las aves. Se encuentra una gran variedad de formas, tamaños y colores, la anatomía y las formas de alimentación, cómo atraen a su pareja mediante vuelos, bailes y despliegues; una muestra de nidos naturales y crías de distintas especies, que ilustran los diferentes tamaños, ubicaciones y formas de los nidos de algunas especies; el parasitismo, un comportamiento de muchas aves al poner sus huevos en nidos de otras especies para que éstas los críen.

#### Tamaños
Las aves han cambiado no solo en color sino también en tamaño, ¿conocías a las aves Moa?
Actualmente, el avestruz es el ave más grande del mundo actualmente, llega a pesar hasta 150 kilogramos y medir hasta 2.5 metros. Por su parte, el colibrí es una de las aves más pequeñas que existen en el mundo y en México, existen hasta 60 especies diferentes, llegan a medir entre 5 y 7 centímetros de punta del pico a la cola, mientras que de envergadura tienen hasta 12 cm. y más.

## Sala 2: Dónde habitan las aves de México
En esta sala el visitante conocerá dónde viven las aves en nuestro país, es decir, en qué tipos de ecosistemas las podemos encontrar.   
El Museo tiene representaciones de costas, mares, selva, desierto, pastizal, bosque de niebla, bosque de pino, marismas y zonas urbanas.

### Costas y Mares
El visitante conocerá a las aves que se han adaptado a vivir en costas y mares tales como pelícanos, fragatas, gaviotas, albatros y cormoranes, entre otras aves marinas.

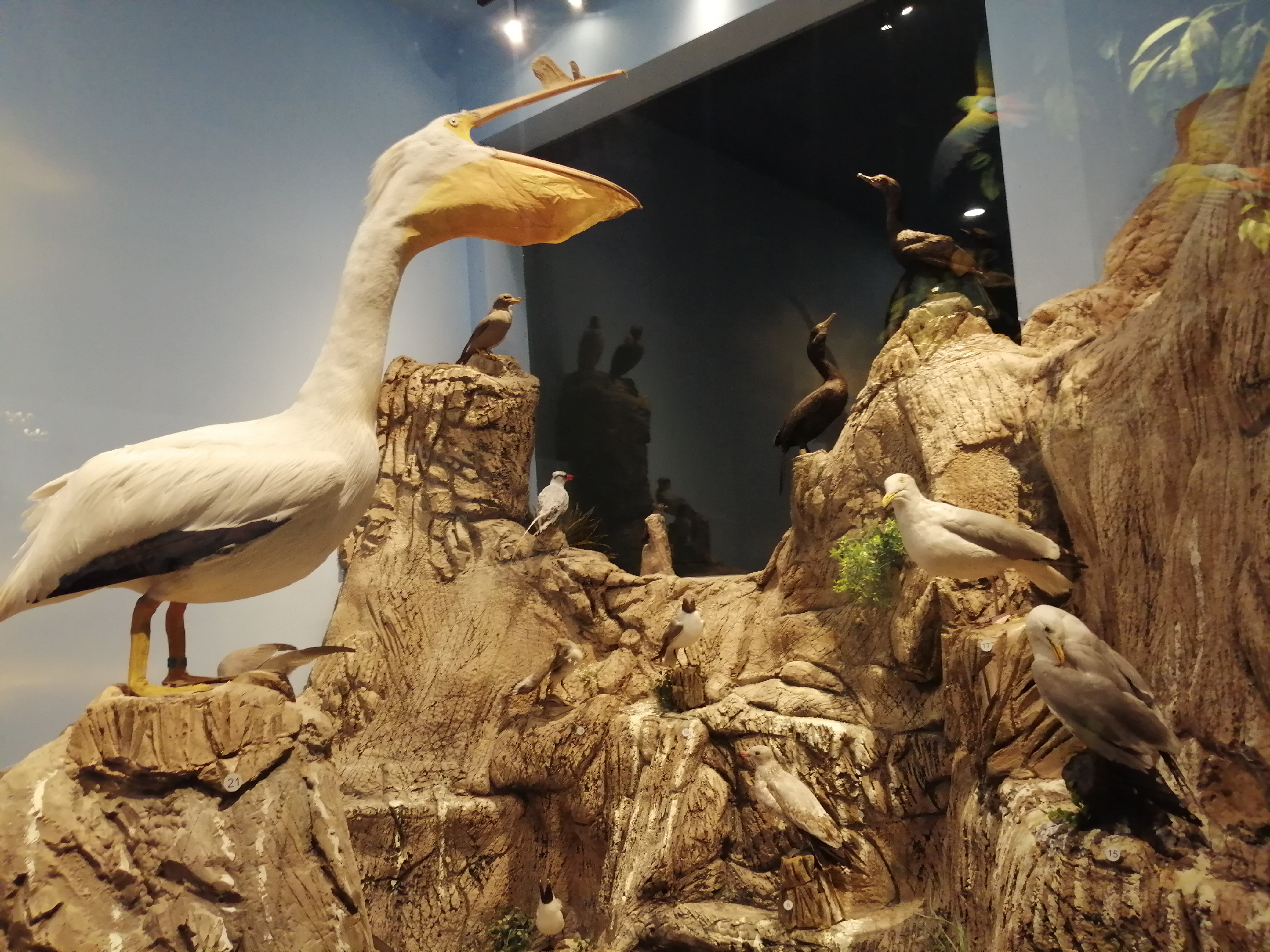
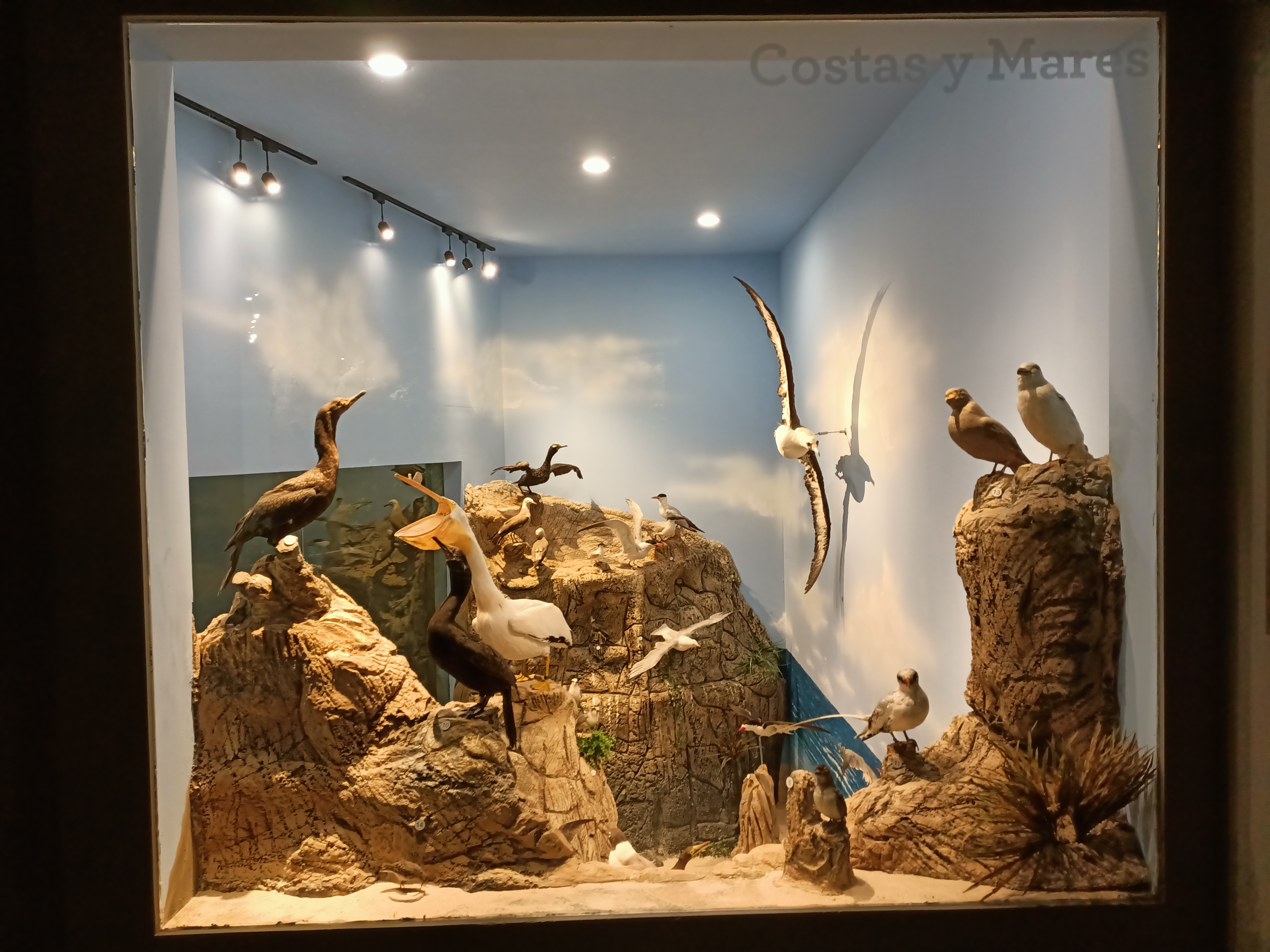

### Selva
La vitrina que muestra la selva tropical alta exhibe gran diversidad de especies de aves: chachalacas, loros, pájaros carpinteros, hocofaisanes y varias rapaces, incluida un águila harpía que, junto con otras aves, habita en el dosel o nivel superior de la selva.

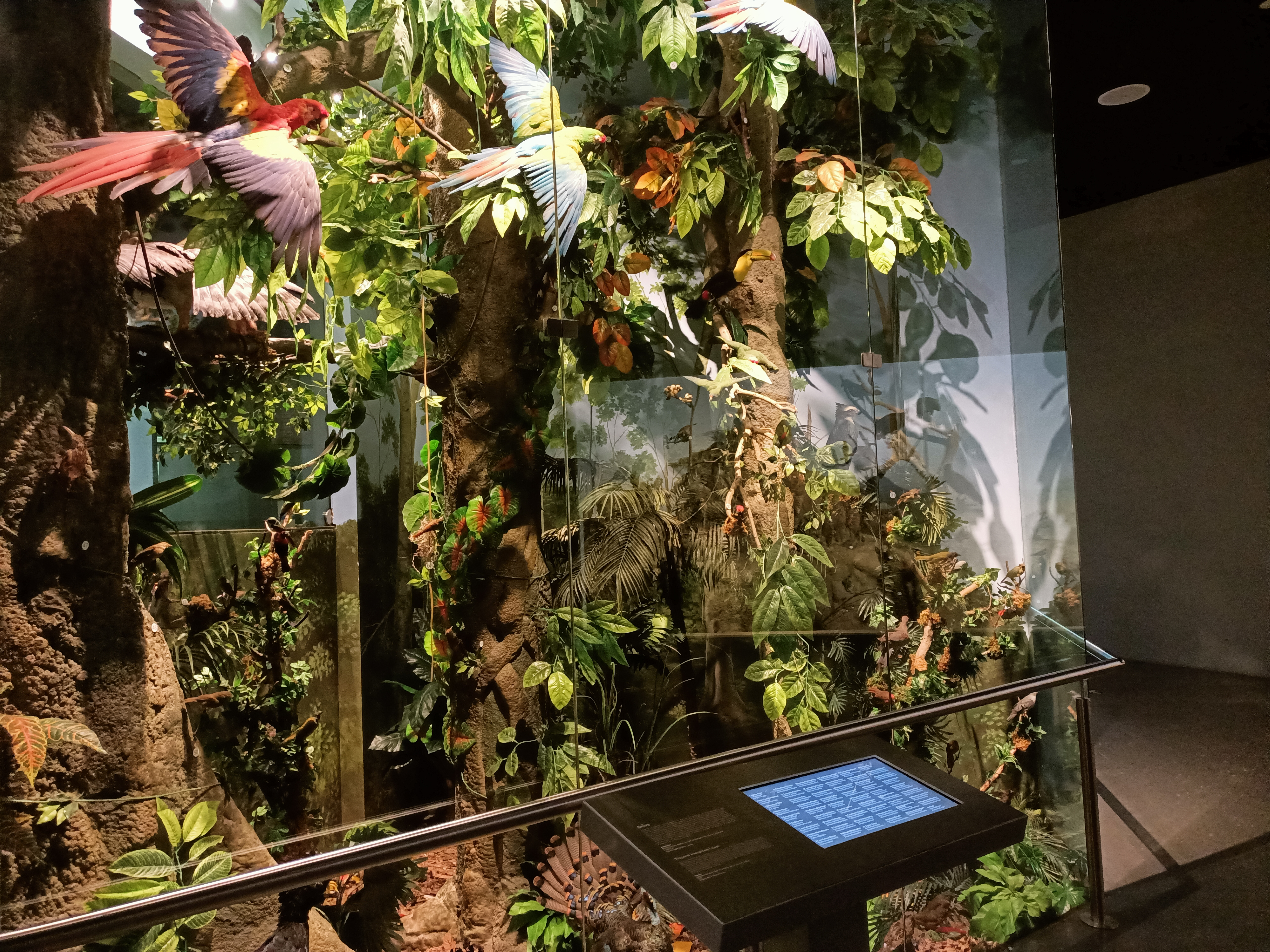
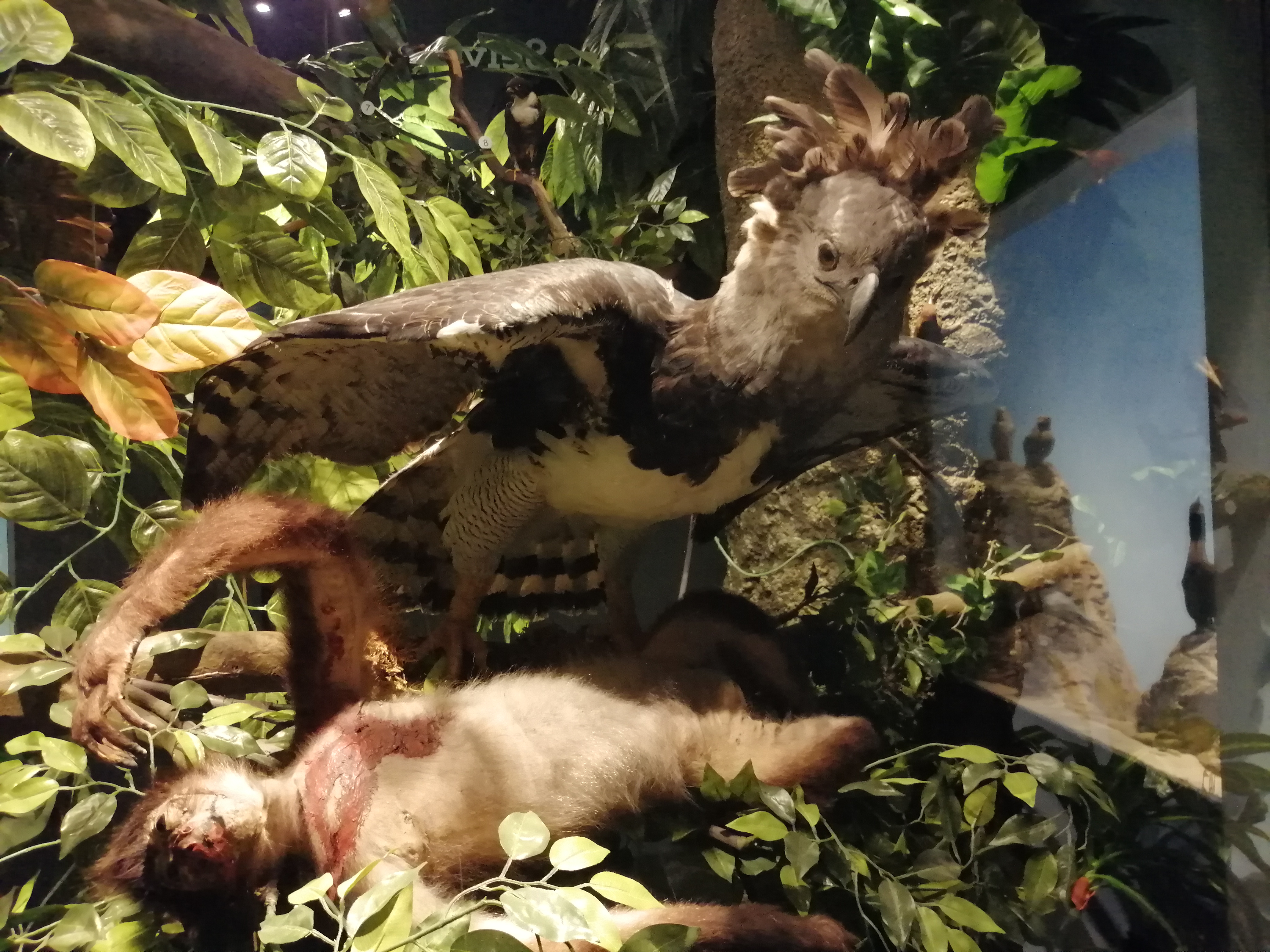

### Aves del desierto
El Desierto Chihuahuense es el más grande de Norteamérica y es el que tenemos representado en el Museo.
El Desierto Chihuahuense es una de las tres zonas desérticas con mayor diversidad biológica en el mundo. En él se encuentran arbustos de altura inferior a los 4 metros, así como variantes de matorrales; en algunas partes predominan plantas suculentas y con hojas gruesas, mientras que en otras las plantas tienen hojas muy pequeñas o tienen espinas. Los matorrales presentes en este ecosistema contribuyen a la regulación de nutrientes, a la polinización y control biológico y actúan como refugio y criadero de especies vegetales. Además, proveen alimentos, combustibles, textiles, medicina y plantas ornamentales. 
Aves como el Cardenal y Centzontle Norteño, Carpintero Cheje, Codorniz Escamosa y el típico Correcaminos, forman parte de la avifauna del desierto. 

Las aves del desierto, como las auras, los zopilotes y los cuervos, están adaptadas para sacar el agua de su alimento: por ejemplo, insectos o carne.

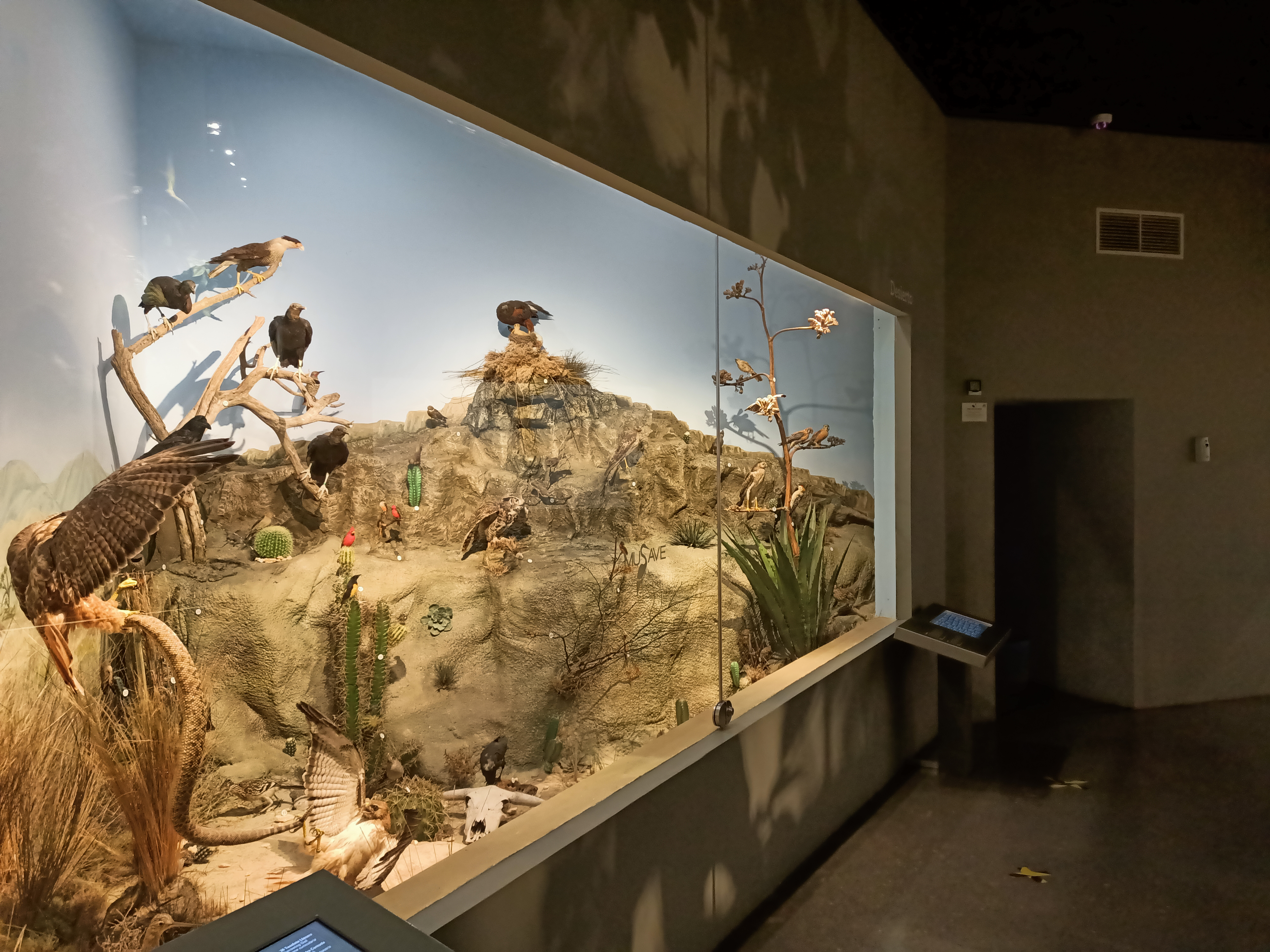
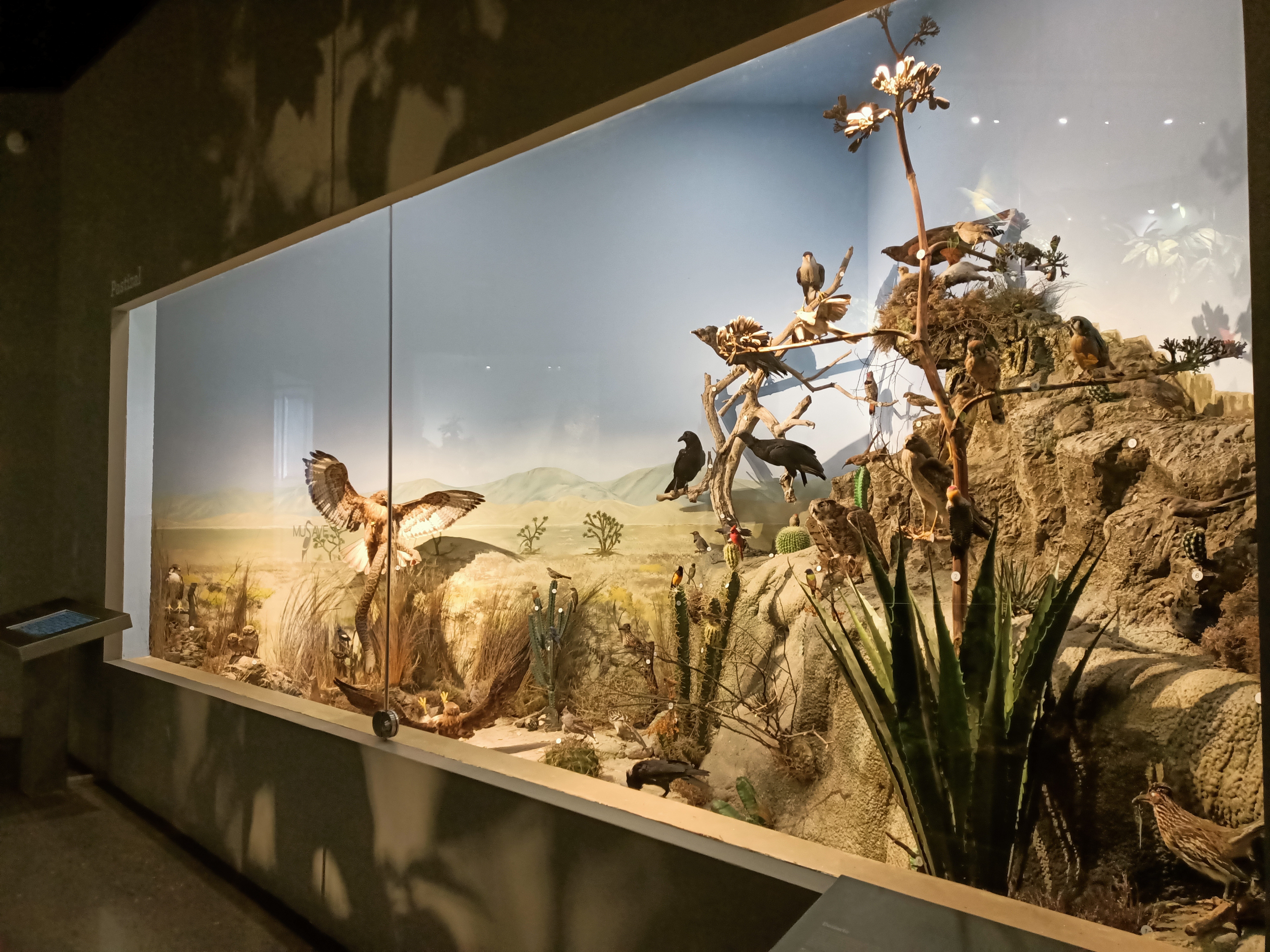

### Bosque de niebla

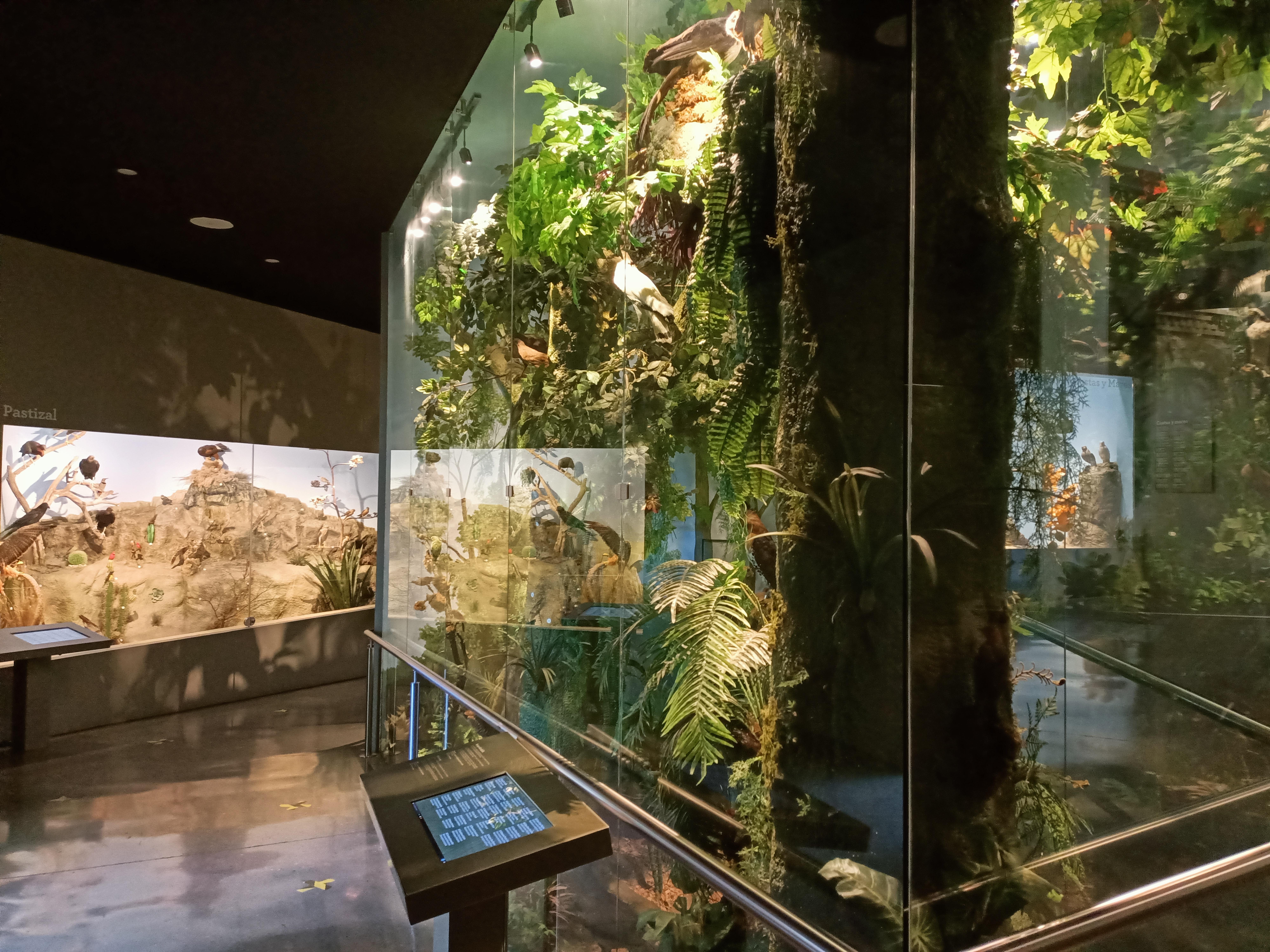

Se caracteriza por la presencia constante de nubes a nivel de la vegetación. Tiene lluvias, neblina y humedad atmosférica altas durante todo el año, por lo que también se le conoce como bosque de niebla o selva nublada.
Hay en él gran diversidad de árboles: liquidámbar y encinos, arbustos, orquídeas y bromelias, helechos arborescentes y musgos.
Estos bosques son utilizados para sembrar café, sobre todo el llamado “café de altura”. Ayudan en la captura de agua y carbono, así como a conservar el suelo, a formar materia orgánica, a filtrar contaminantes del aire, suelo y agua y a regular el clima.
Hay aves como el Quetzal, Búho Café, Tucaneta entre otras aves típicas de este hábitat.

### Marismas
Las marismas (del latín maritima, "(orillas) del mar") son los terrenos bajos y pantanosos "que inundan las aguas del mar", lugares donde desembocan los ríos con su agua dulce y se juntan con el agua salada de los mares, lo cual forma un ecosistema rico en vegetación propicia y clima atractivo para algunas aves.
La anhinga americana puede echar el cuello hacia atrás, en un movimiento tipo serpiente, y por ello también se le llama pájaro cuello de serpiente; esta habilidad le permite usar el cuello como un arpón para cazar a su presa.

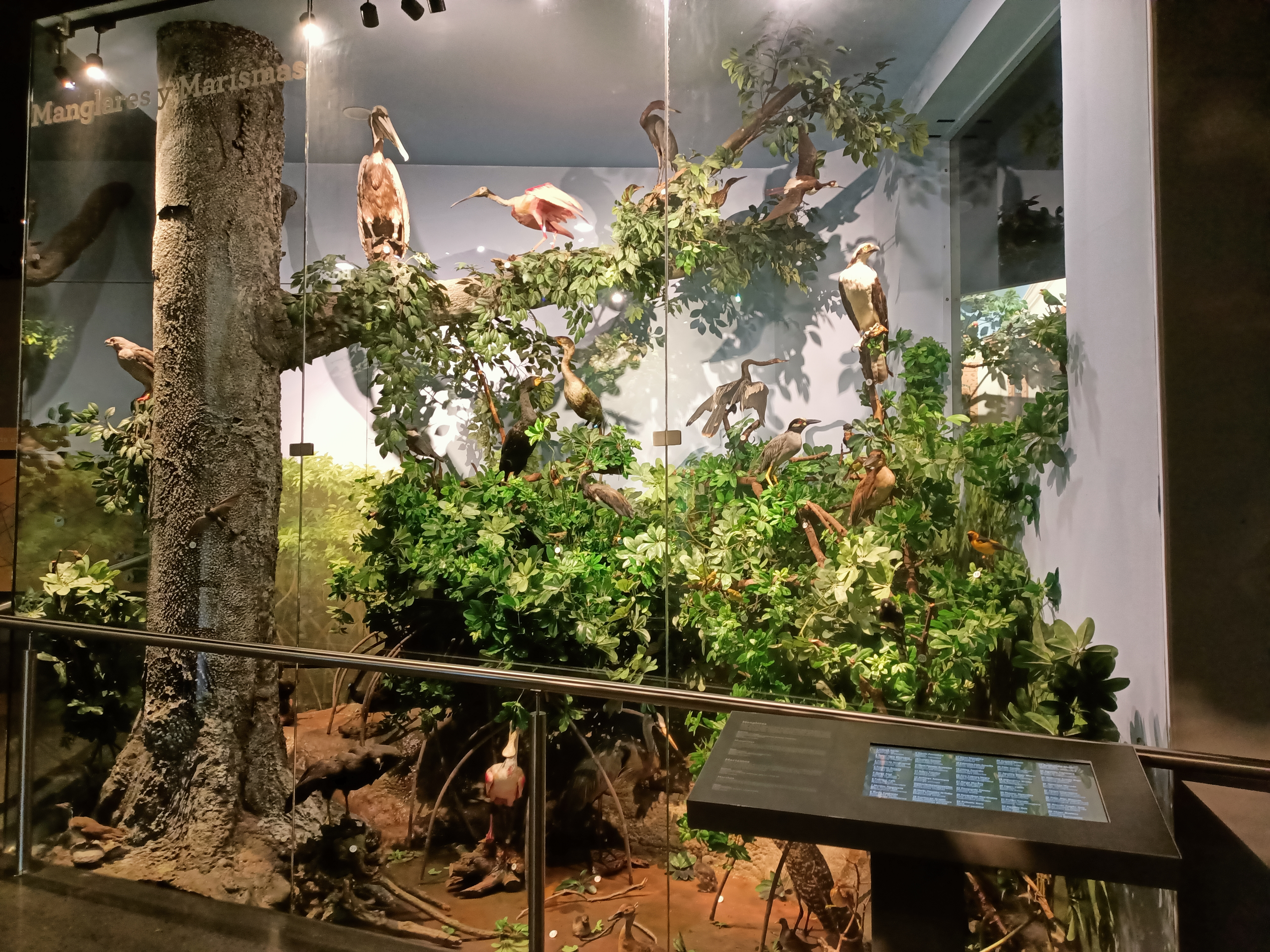
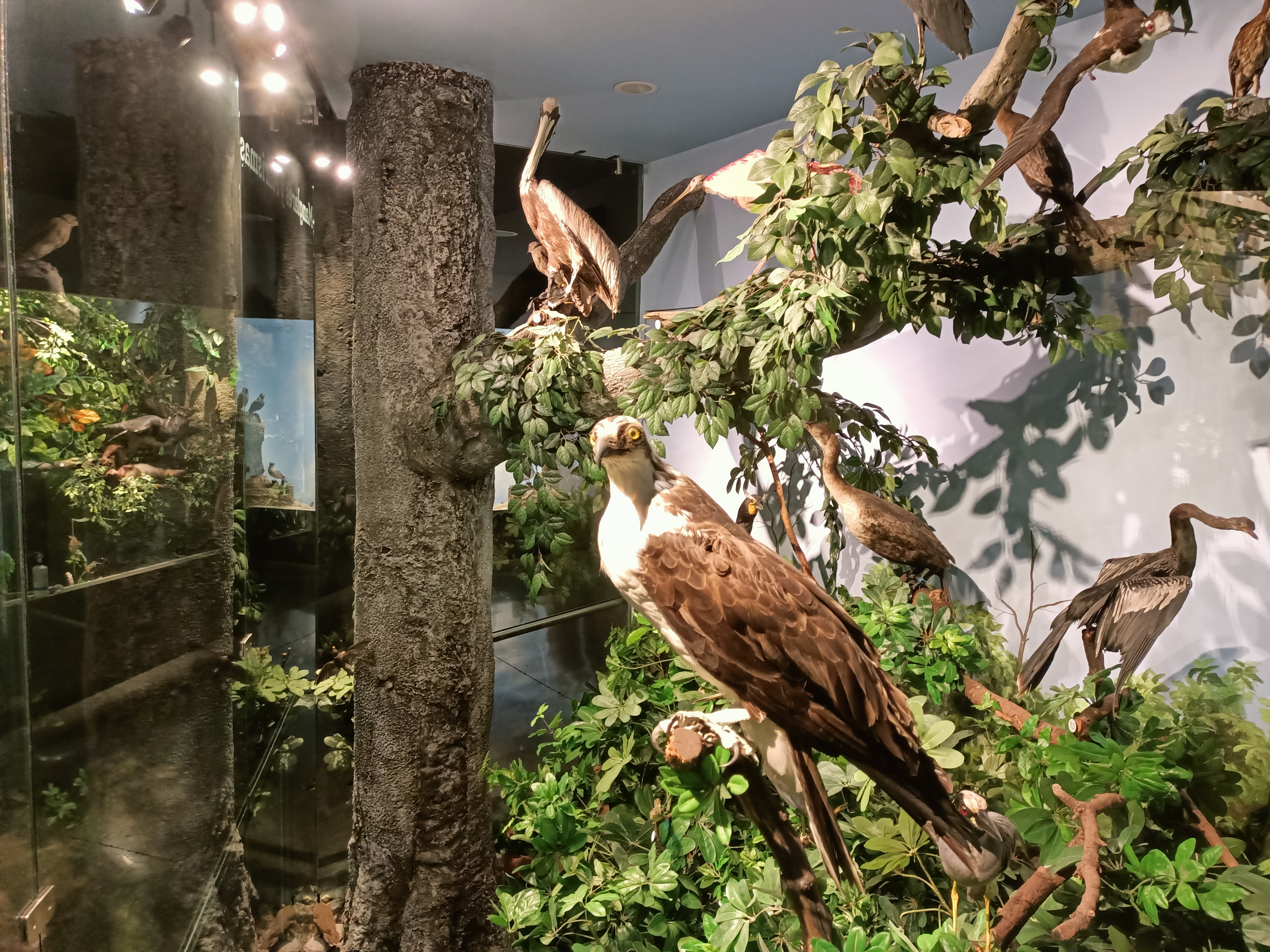

### Zonas Urbanas

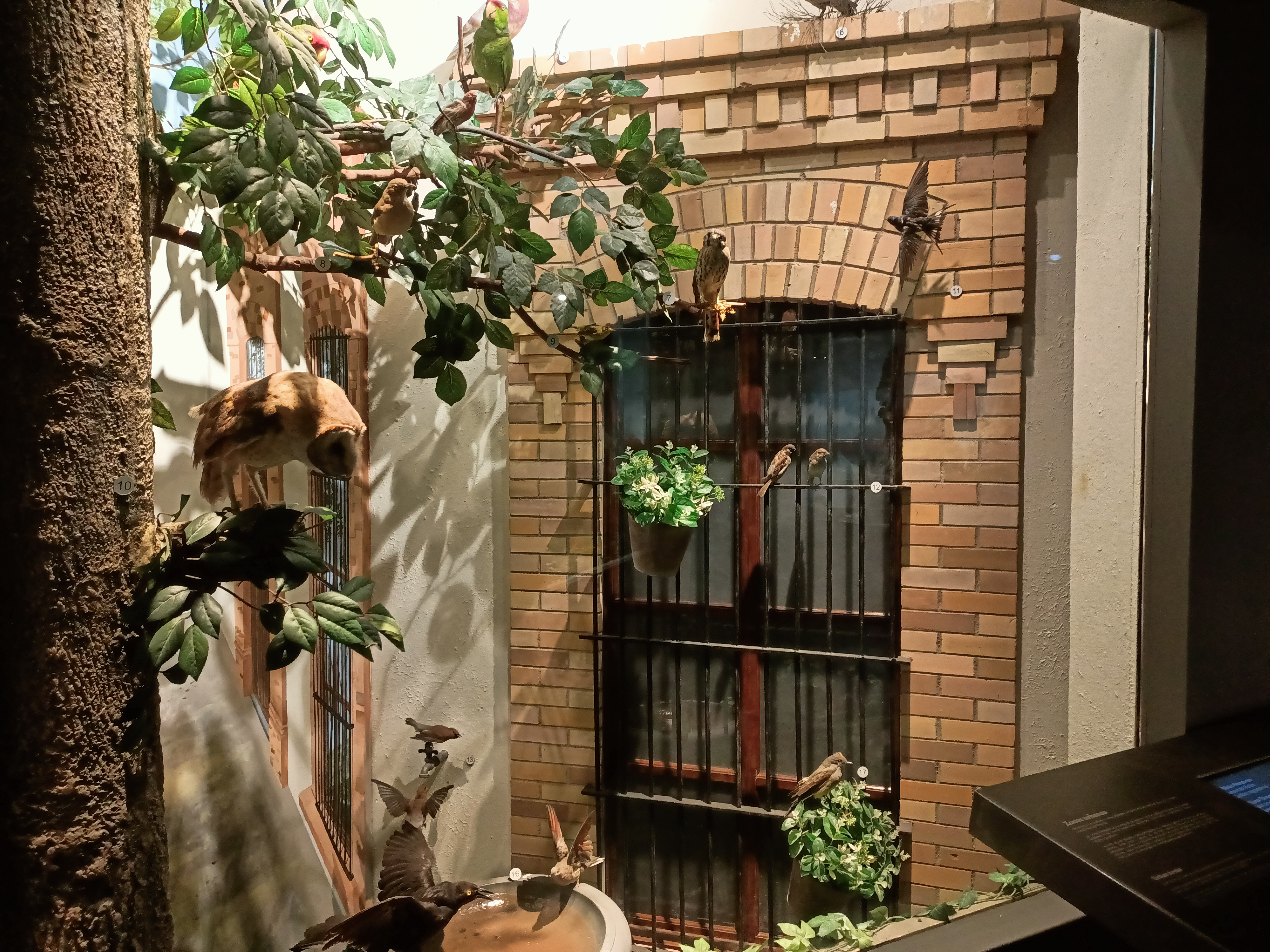

Las aves han podido adaptarse a vivir en las ciudades y zonas aledañas que ofrecen sitios para que las aves puedan vivir como si estuvieran en la naturaleza.
Los seres humanos han modificado el entorno natural y algunas especies han podido adaptarse a las nuevas condiciones existentes, como ruido, contaminación, basura, coches y personas.
Las aves se han adaptado para alimentarse de cualquier tipo de recurso a su alcance: semillas, carne, basura, pastos, etc.  Al tener recurso alimenticio durante cualquier temporada, pueden reproducirse más de una vez al año. Aprovechan techos, cornisas, árboles, casas abandonadas y basureros, entre muchos otros lugares, para hacer sus nidos, por lo que es común ver muchas parejas reproductivas.
Hay aves como Zanate Mexicano, Paloma Común, Golondrina Tijereta, Gorrión Doméstico y otras aves que toleran muy bien la presencia humana.

### Bosque de Pino-Encino
El bosque de coníferas es conocido también como bosque templado. Está formado por pinos y encinos principalmente. Se encuentra en zonas montañosas con clima templado a frío. Ocupan actualmente 3,233 km2 del territorio mexicano. 
Los bosques retienen el agua de lluvia, facilitan que el suelo la absorba y se recarguen los cuerpos de agua; disminuyen la erosión al reducir la velocidad del agua y sujetar la tierra y reducen el riesgo de inundaciones. 
Ofrecen también muchos hábitats distintos para una gran variedad de seres vivos y proporcionan una cantidad considerable de productos, siendo la madera de los más importantes.

Aves como Guajolote Norteño, Búho Cornudo Americano e inclusive Águila Real pueden formar parte de este hábitat.

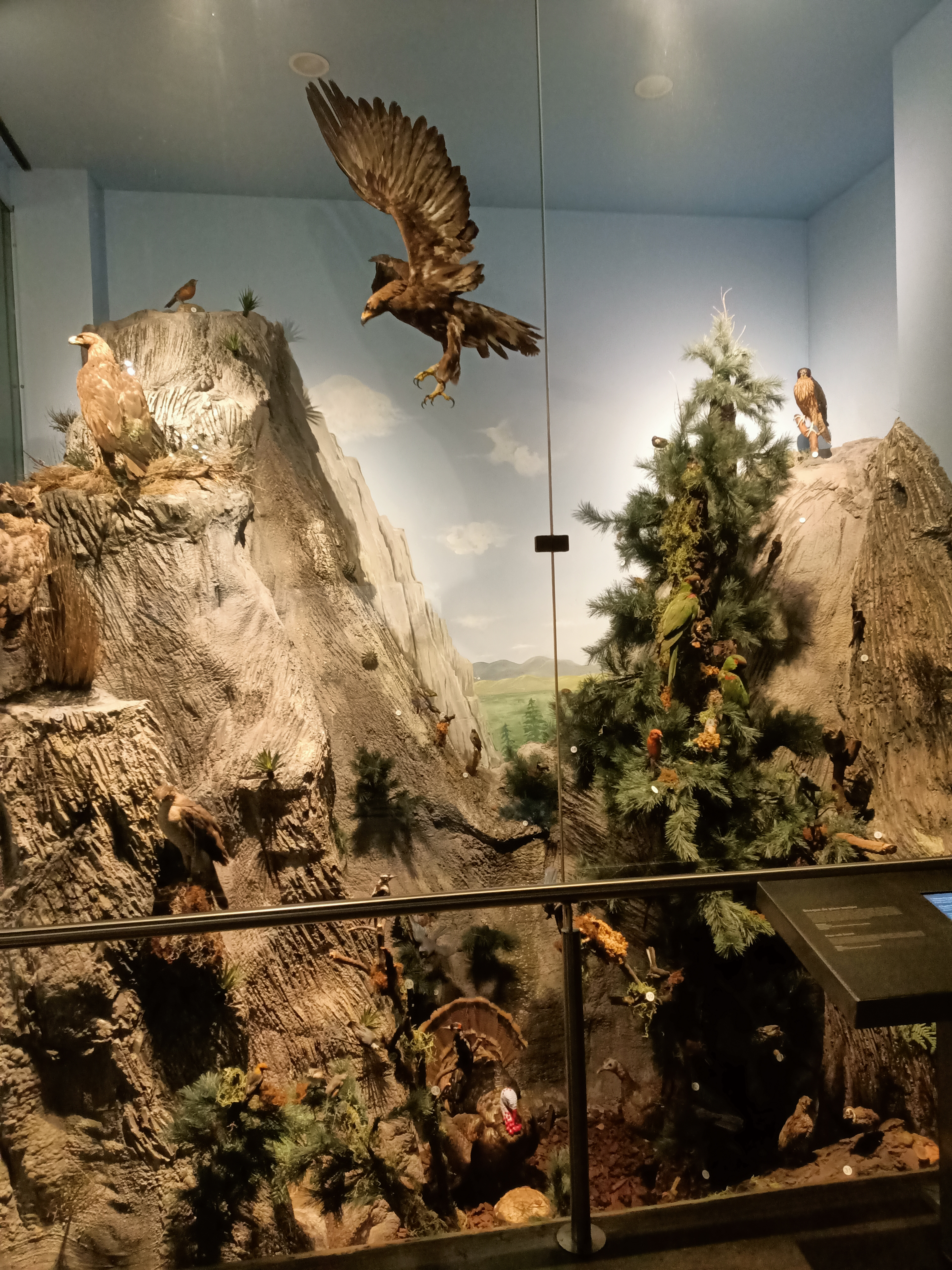
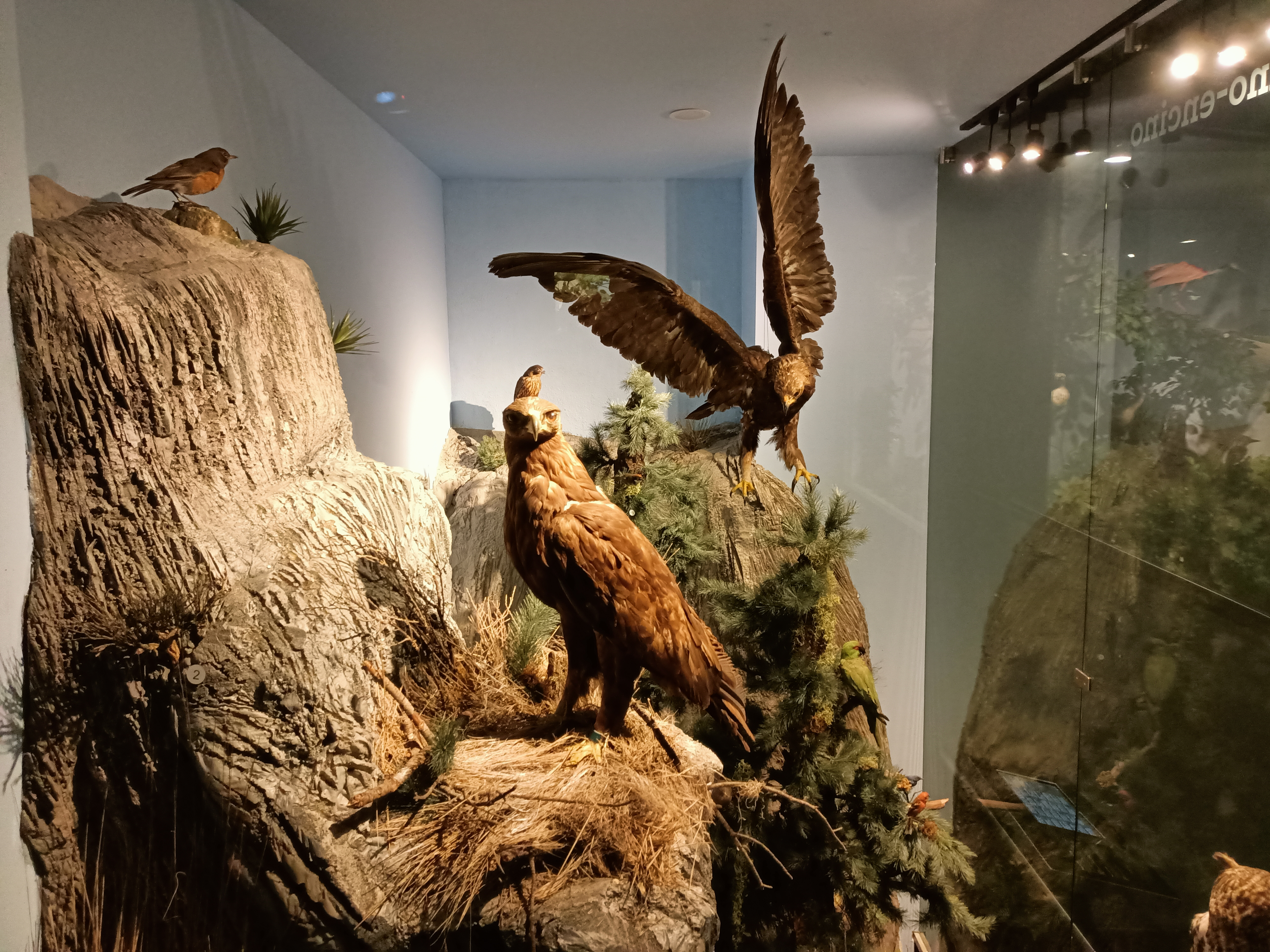

## Sala 3: ¿Cómo son las Aves?
En esta sala el visitante conocerá cómo son las aves, sus características desde que se desarrollan como huevo hasta su reproducción, sus diversas formas, tamaños y colores así como aspectos interesantes como lo es la migración. 
En el área de cantos es posible escuchar voces y sonidos de aves mediante el sistema de audio. 

Se explica al público el porqué de la migración de las aves, y cómo la humanidad ha influido sobre la naturaleza y las poblaciones de aves.

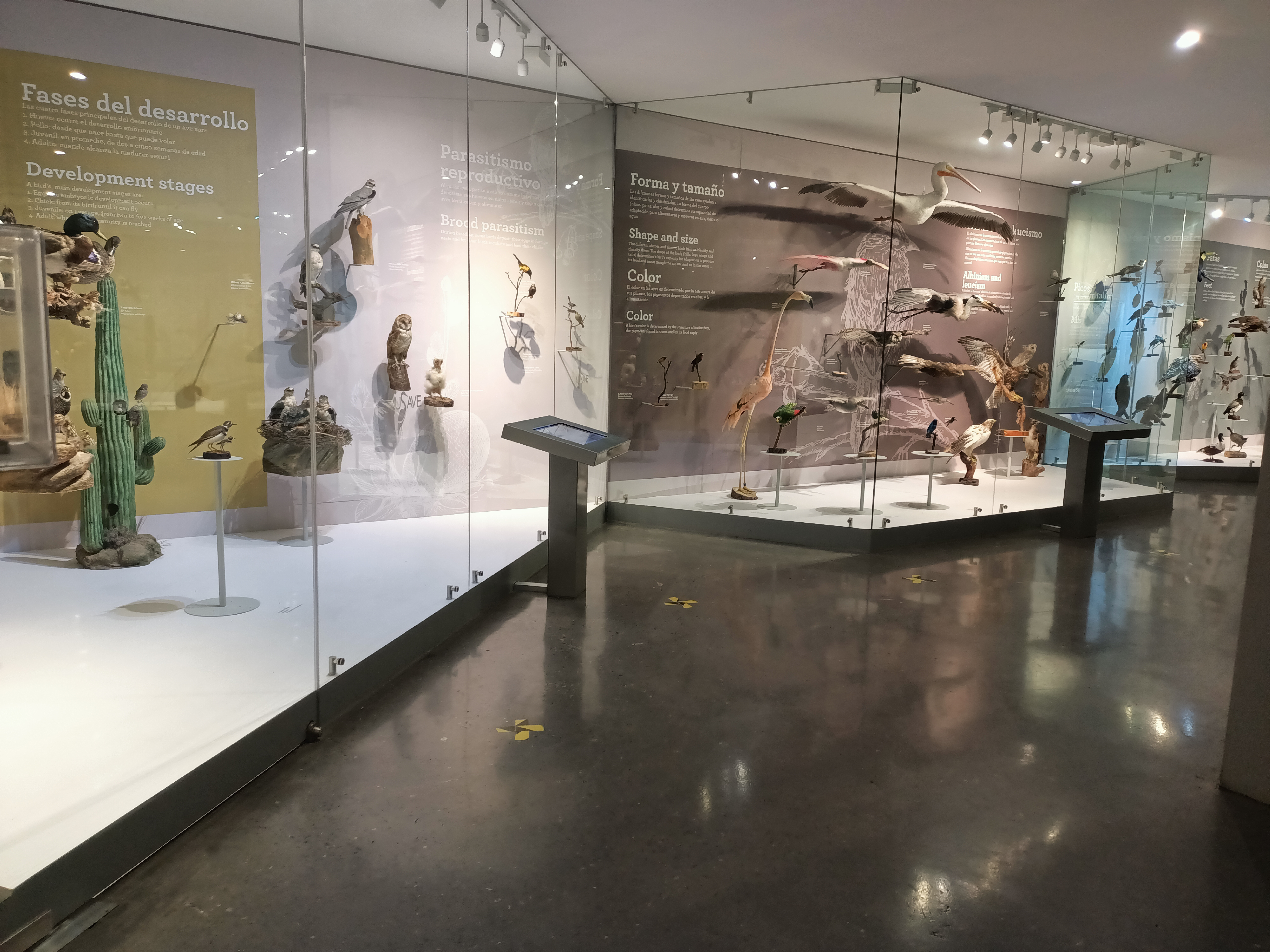
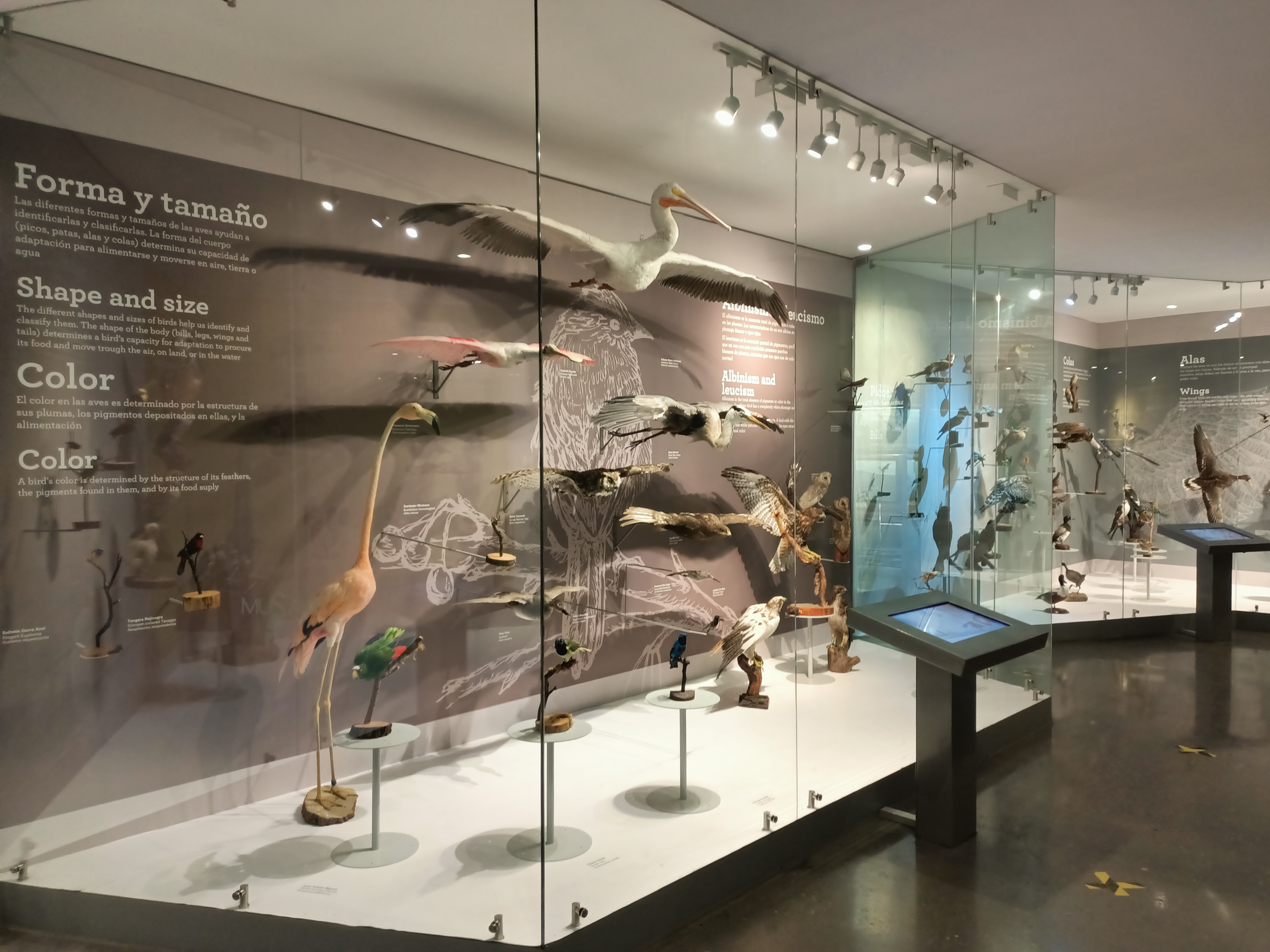
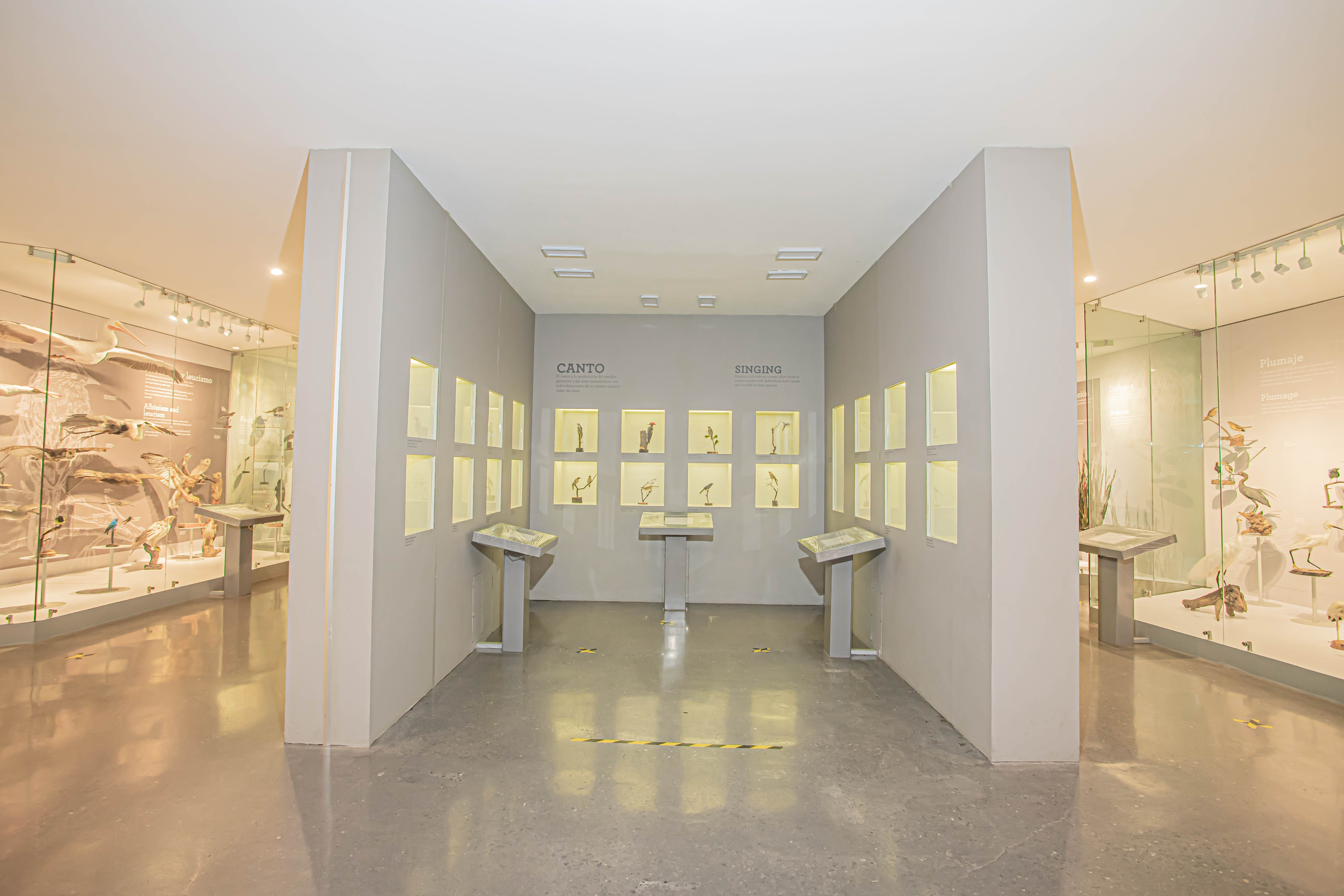
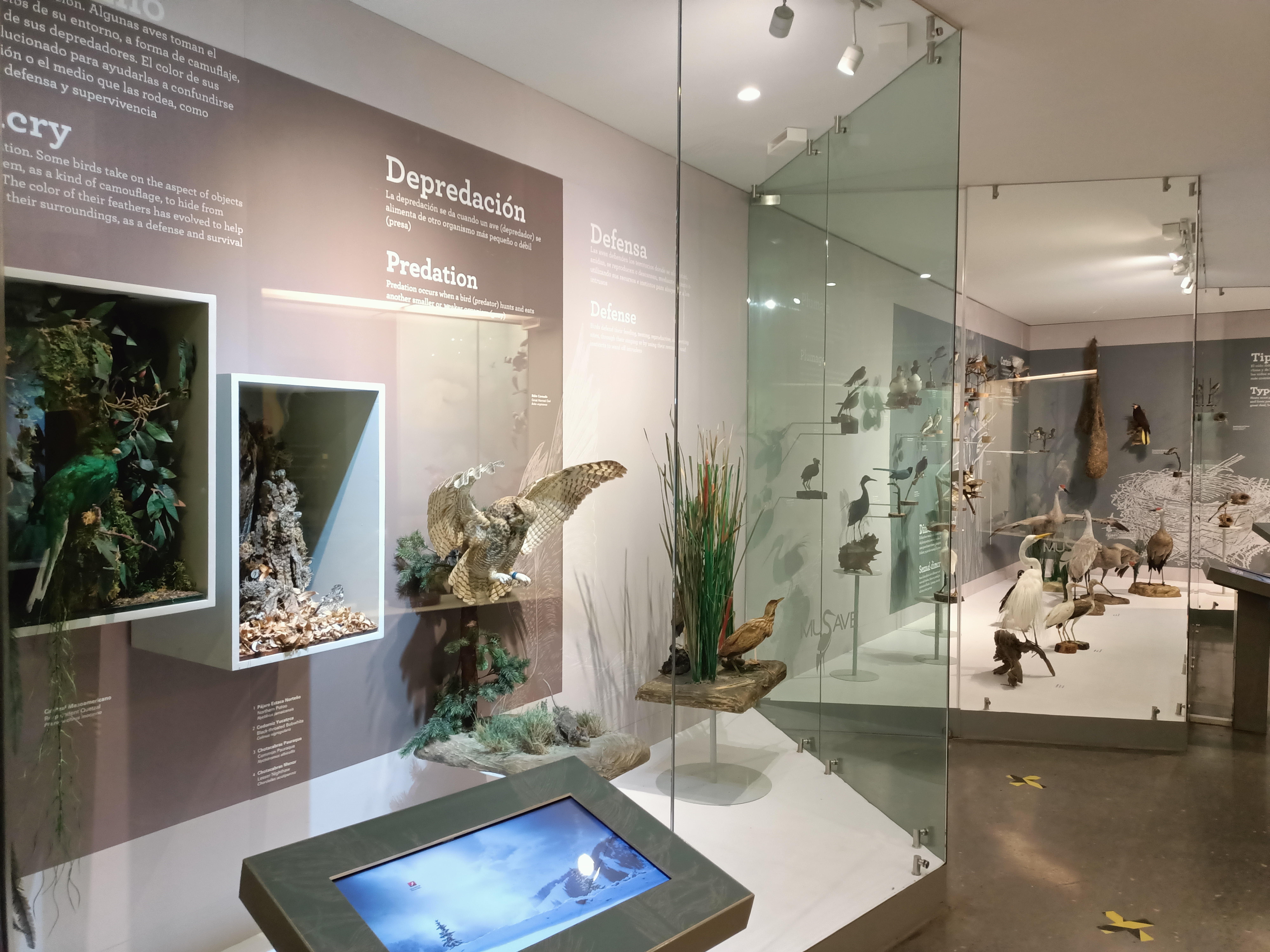
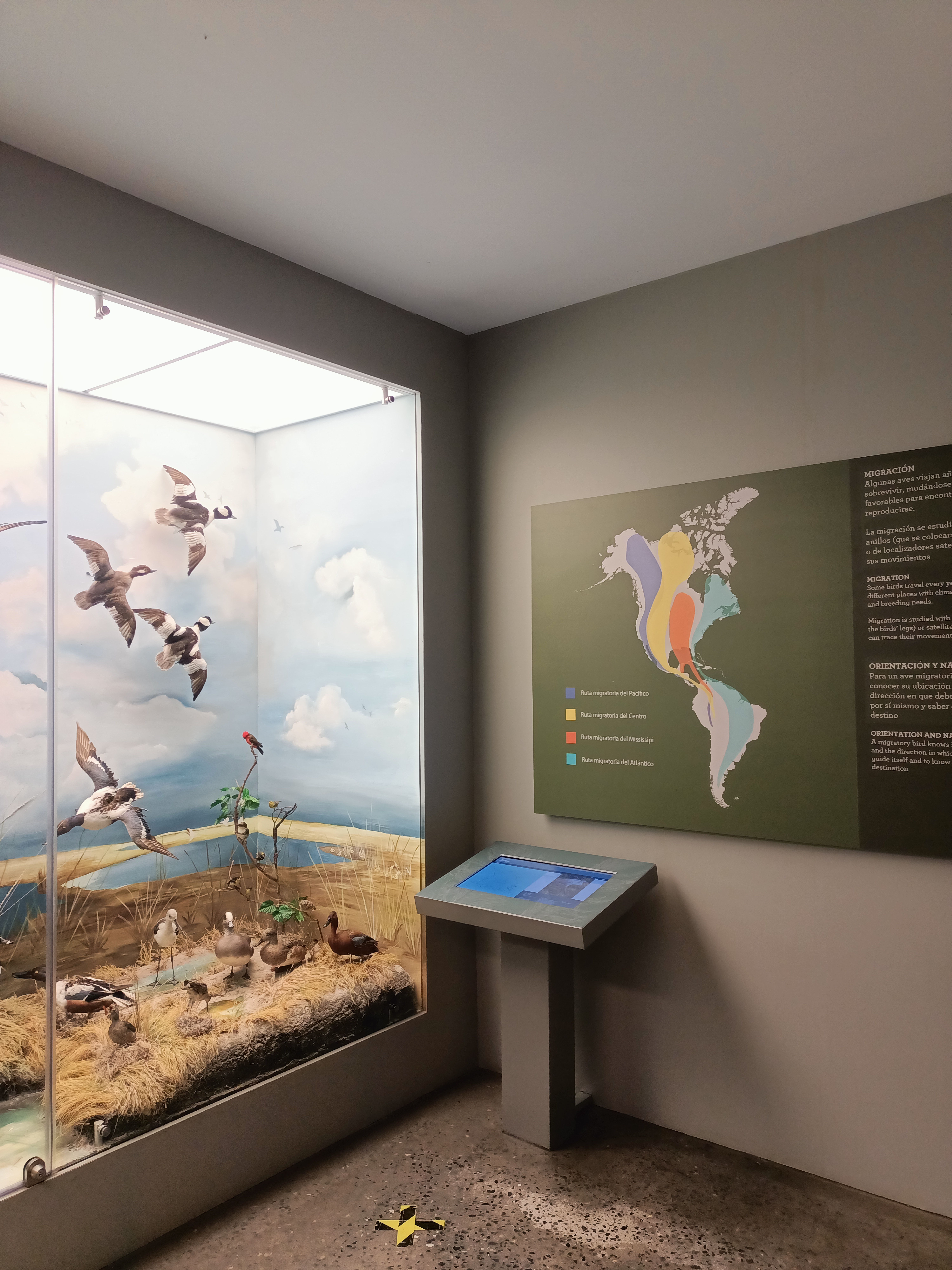

#### Formas y color
El color del plumaje está determinado por varios factores, entre ellos la alimentación, el hábitat, la época del año, el sexo, la edad y la especie, entre otros. 
Con la ayuda de nichos con aves de plumaje brillante, al lado de aves de plumaje mimético se ejemplifica la importancia de las plumas en ellas.

#### Picos
La forma del pico depende en gran medida de lo que comen y en dónde habitan, ya que los picos cumplen con varias funciones: alimentación, fabricación del nido, aseo de las plumas, defensa de los enemigos, atracción de la pareja, acarreo de materiales, por lo que se muestran las diferencias en los picos de las aves y su función.

#### Alas
Se muestran ejemplares de aves en posición de vuelo para ejemplificar y mostrar al visitante qué tanto las alas y colas varían según tipo de vuelo que realizan, pues es bien sabido que la forma de las alas depende en mucho del área en donde habita y el tipo de vuelo que emplea. 
Las aves que tienen alas anchas y largas, como el caso de águilas, zopilotes, cóndores y buitres, acostumbran planear, es decir, aprovechan las corrientes de aire ascendente. Mientras que las alas que son largas y más estrechas (delgadas) sirven para planear en abundancia de agua, como en el caso del albatros y los fulmares.
A su vez, las alas delgadas con más aerodinámica son utilizadas para vuelos rápidos como las golondrinas, vencejos y halcones como el halcón peregrino.

#### Campeones Migrantes
México anualmente recibe aproximadamente cerca de 300 especies de aves procedentes de Canadá, Alaska y los Estados Unidos; la mayor parte de ellos son gansos y patos que llegan a México en el invierno. 
También hay aves viajeras, como el colibrí garganta rubí (Archilochus colubris), que cruza el golfo de México en una sola noche, viajando alrededor de 1000 km; o el Zarapito Ganga quien puede viajar año con año hasta 22 mil kilómetros en su viaje de ida y vuelta durante su migración.

#### Órganos de los sentidos
Al igual que los seres humanos, las aves cuentan con vista, oído, olfato, gusto y tacto, solo que algunos sentidos los tienen más desarrollados.
Este desarrollo diferencial depende en gran medida de la función que cumplen; por ejemplo, para alimentarse, zopilotes como el aura común han desarrollado el sentido del olfato para detectar a los animales muertos de los que se alimentan.
En cambio, aves que se alimentan de insectos de la madera como los carpinteros han desarrollado el sentido del oído, al igual que los búhos, quienes en la oscuridad de la noche encuentran a sus presas guiados por su oído más que por la vista.

#### Área de cantos
El canto es la representación vocal de las sensaciones de un ave; es su lenguaje. Les sirve para atraer a su pareja, para delimitar su territorio, para advertir del peligro a sus congéneres, para ahuyentar a otros competidores, para expresar dolor. 
La mayor parte de las aves son capaces de emitir varios sonidos vocales: llamadas, gritos y cantos. Sin embargo, aves como las cigüeñas, los zopilotes y los pelícanos solo pueden producir sonidos mecánicos con su pico y/o con sus alas.
Parte del canto es innato, ya que pueden producir sonidos característicos de su especie desde muy temprana edad. Sin embargo, la estructura del canto, la secuencia y la frecuencia de las notas son en gran parte aprendidas de los adultos.
Generalmente el macho es quien canta, pero la hembra también puede hacerlo; sin embargo, en general las aves suelen cantar más durante la época reproductiva.

#### Mimetismo
En la noche, cuando solo el ruido de insectos (grillos, luciérnagas y cocuyos puede escucharse, las aves nocturnas (búhos, tecolotes y tapacaminos) se mueven entre las penumbras en busca de su alimento.
Ayudados por su poderoso oído, estas enigmáticas aves ayudan a controlar las poblaciones de insectos y roedores, por lo que se les considera el mejor control biológico de plagas en la naturaleza.
Estos cazadores nocturnos vuelan sin hacer ruido, ya que cuentan con plumas adaptadas para silenciar el viento que choca contra sus alas al vuelo.

## Sala 4: Programas de Conservación
En esta sala el visitante podrá conocer temas como la estacionalidad de las aves, ejemplos de programas exitosos de conservación de aves a nivel mundial así como las acciones que realiza el Museo de las Aves de México para la conservación de las especies en la región.
El reto de la conservación es de todos nosotros, el costo de resarcir nuestros errores hacia la naturaleza no debe medirse solo en términos de dinero sino en el compromiso con el mundo que vivimos y que heredamos a nuestros hijos.
Cóndor de California

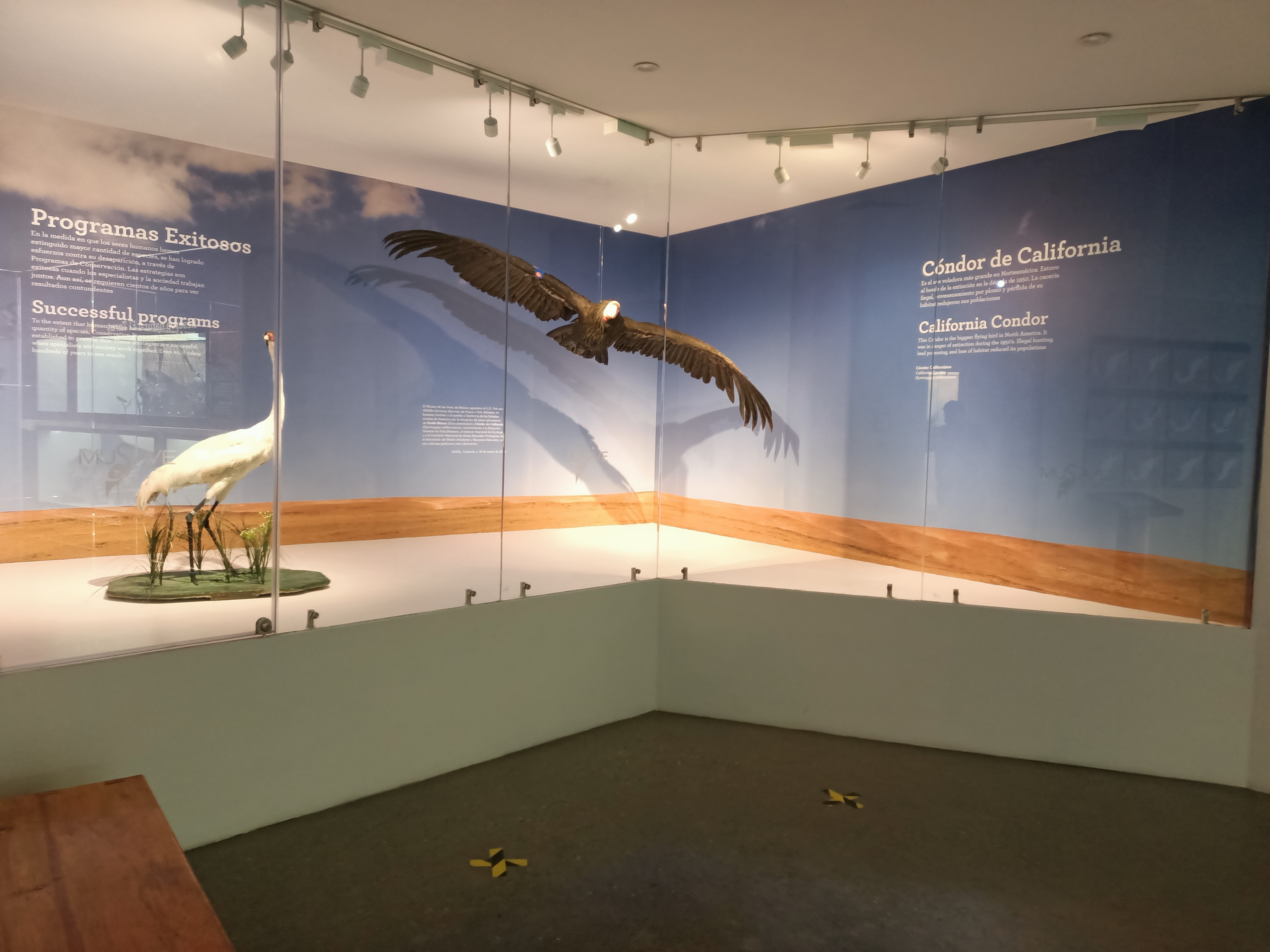
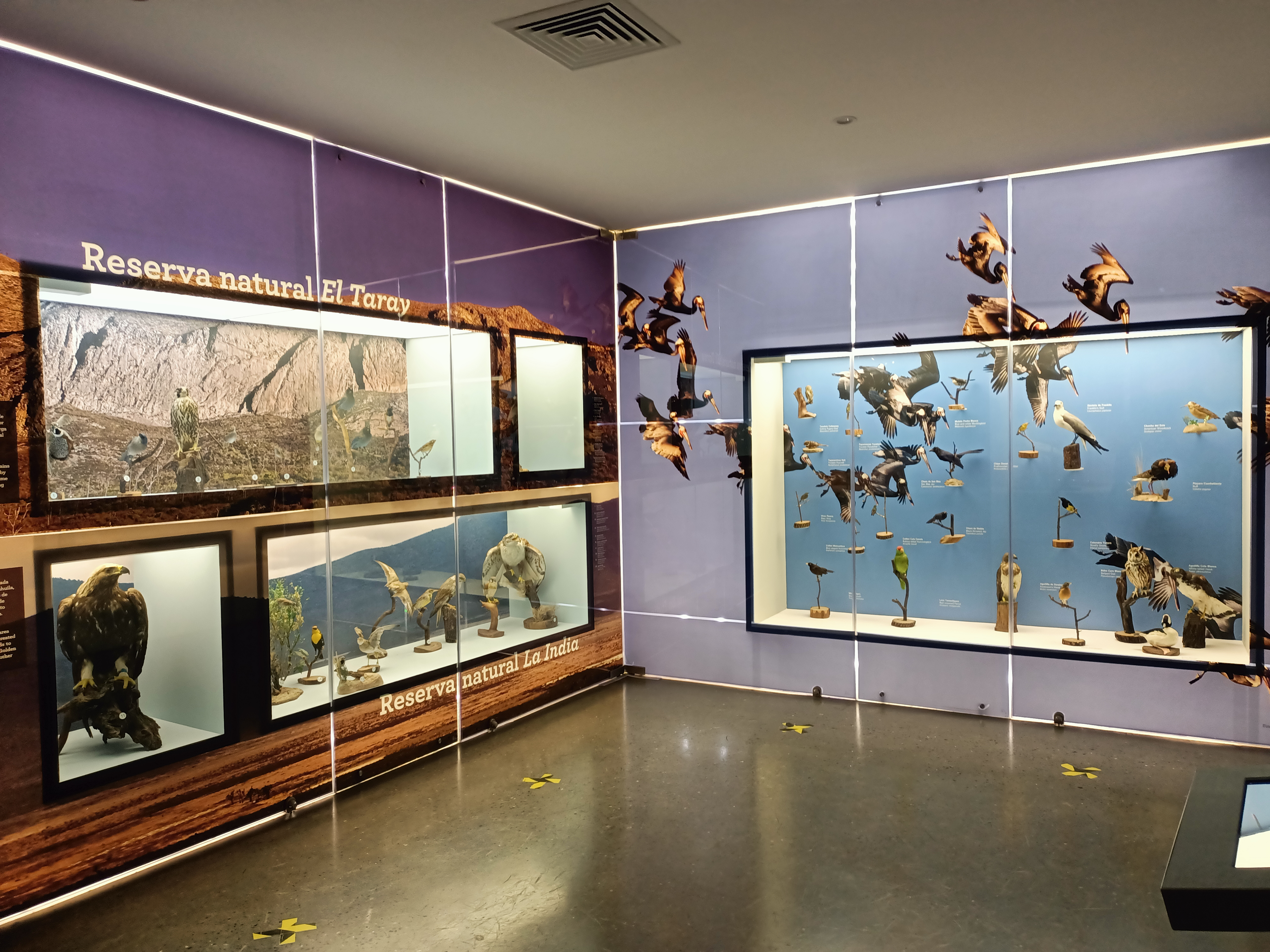

Nuestro museo ha tenido la fortuna de ser elegido para ser depositario de una de las especies de aves más impresionantes por su tamaño y majestuosidad que se consideró alguna vez como extinta en México, nos referimos al Cóndor de California.
Su presencia en nuestra Institución no es fortuita ha sido esfuerzo de muchas personas cuyos conocimientos, destrezas y habilidades han logrado arrancar de la extinción a ésta singular especie, la más grande ave voladora existente en Norteamérica.
Nuestro ejemplar, es uno de los 11 que habían sido liberados en la Sierra de San Pedro Mártir en Baja California, desafortunadamente el consumo de carne contaminada por plomo hizo que este individuo muriera, no sin antes mostrarnos que aún hay posibilidades de revertir el daño que como humanos hemos causado a la naturaleza aunque es triste mencionarlo, también nos muestra que falta camino por recorrer.
Grulla Blanca
La grulla blanca, es el ave más alta de Norteamérica y estuvo al borde de la extinción. Hoy en día, tras su gradual recuperación en vida silvestre, se ha convertido en un icono dentro de la conservación, es una especie bandera para la conservación de la vida silvestre de América del Norte, que simboliza la lucha por la supervivencia que caracteriza a las especies en peligro en todo el mundo. 
Su distribución histórica abarcaba las praderas y planicies norteñas en Norteamérica hasta el centro de México, lugar donde invernaba. No obstante, a fines de 1800 y principios de 1900 la especie vio decrecer sus poblaciones debido a la cacería y a la conversión de sus hábitats reproductivos a la agricultura.
Para 1930, existían tan solo dos poblaciones de grulla blanca, una no migratoria en Luisiana, Estados Unidos, que desapareció finalmente en 1940 y otra formada por no más de 16 aves migratorias. Esta población poco a poco se ha ido recuperando gracias a estrictas medidas legales y esfuerzos internacionales que incluyen su reproducción con la ayuda de padres adoptivos silvestres o criados en cautiverio pero sobre todo la protección del hábitat reproductivo y migratorio.
Reservas Naturales
El Museo de las Aves de México es congruente con su mensaje de Conocer para Valorar y Conservar pues es responsable del cuidado y mantenimiento de dos reservas naturales.
Reserva Natural La India
Es un área natural protegida creada por el Museo de las Aves de México para proteger al gorrión de Worthen, Águila real y aves migratorias, ubicada en el municipio de Saltillo, Coahuila.
Reserva Natural El Taray
Este Santuario administrado por nuestro Museo es muy importante al proteger al 45% de la población reproductora de la Cotorra Serrana Oriental, ubicado en la Sierra de Arteaga, Coahuila.
Estacionalidad
La riqueza avifaunística está conformada no solo por las especies residentes de aves y endémicas sino también aquellas que tienen comportamientos migratorios. Estas a su vez se subdividen en migratorias de invierno, migratorias de paso, migratorias de verano y accidentales.
Las llamadas especies accidentales son aquellas que han llegado a México y particularmente a tierras coahuilenses como producto de condiciones climáticas adversas durante sus viajes migratorios que las han obligado a buscar cobijo en pleno desierto.

## Sala 5: Amenazas para las Aves
En esta sala, el visitante podrá ver algunos ejemplos de las especies que se encuentran amenazadas además de conocer cuáles son las amenazas principales a las aves. Esta sala y el recorrido del museo culmina con uno de nuestros ejemplares más simbólicos: el Águila Real.

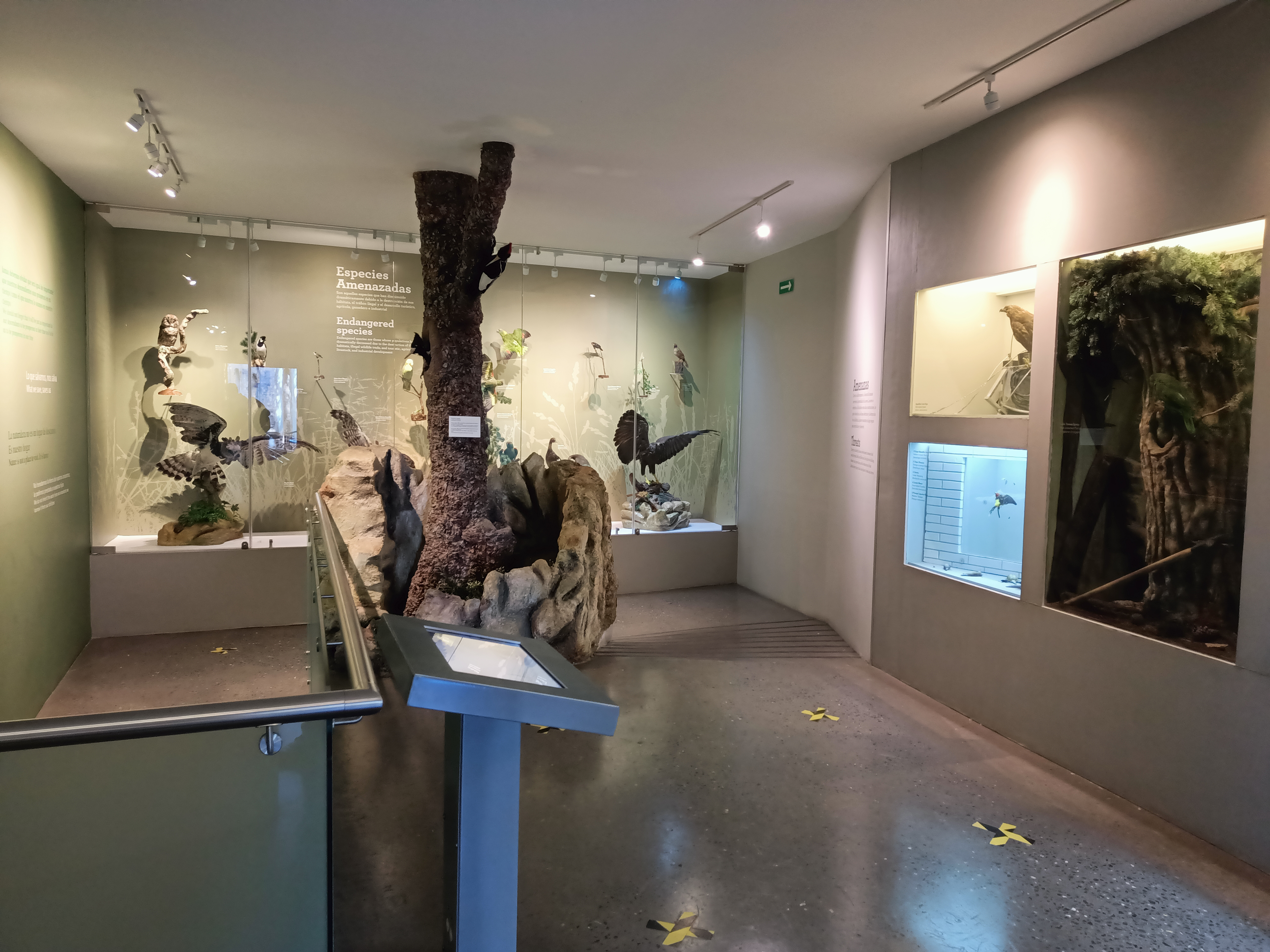
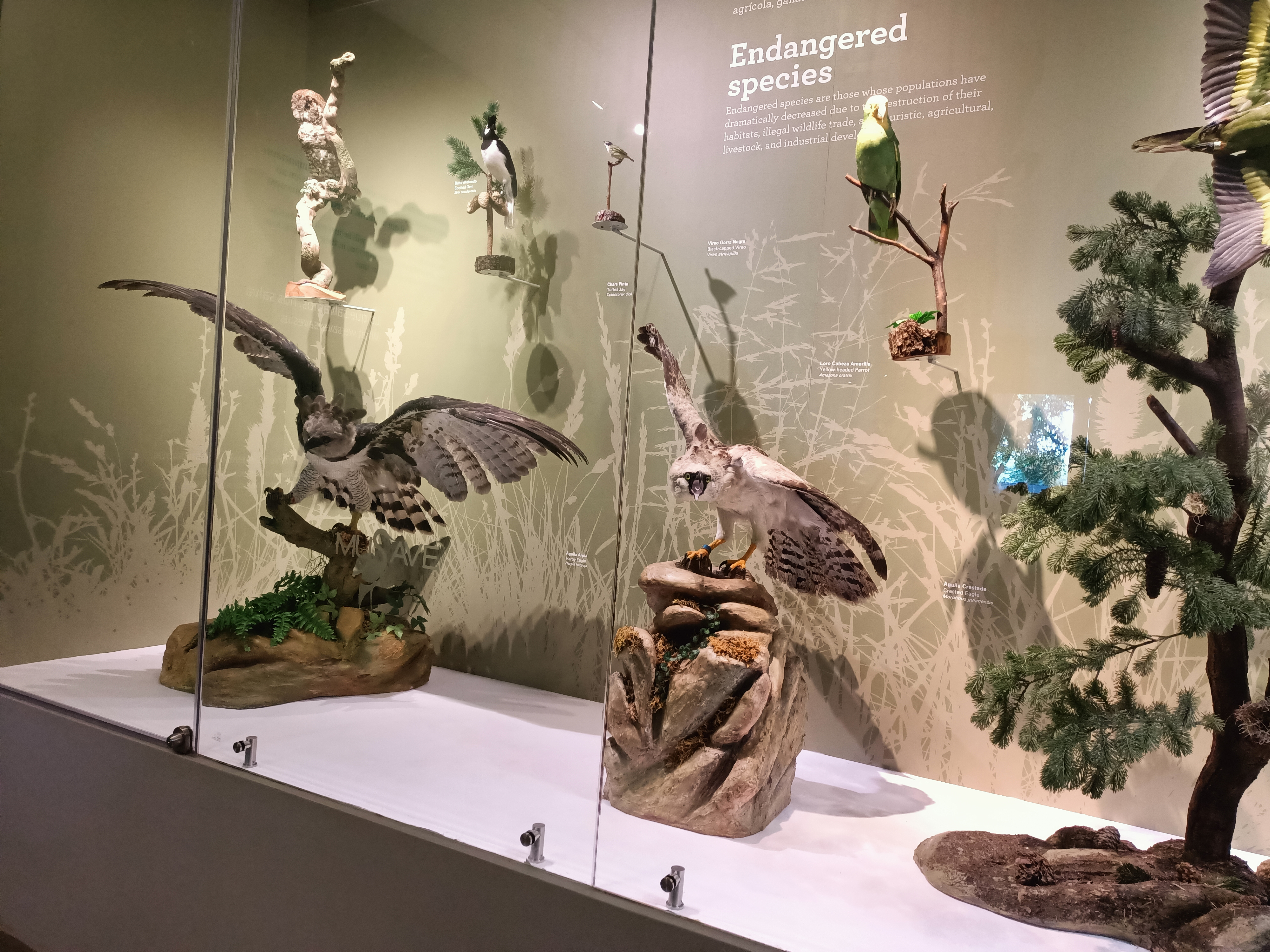
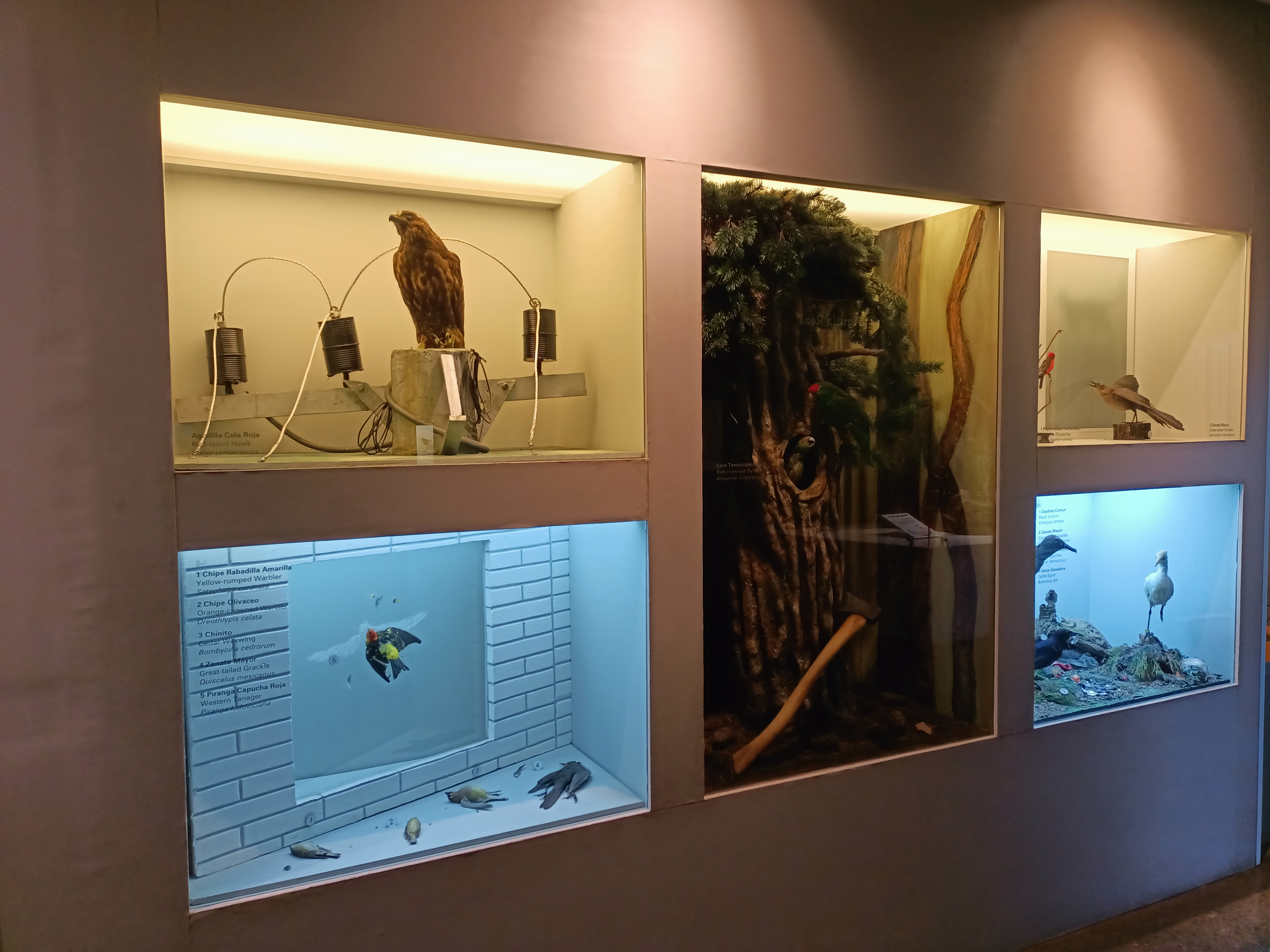

#### Aves Amenazadas
En vitrinas construidas a base de cristal mostrando lo frágil y bello qué puede ser la vida se exhiben especies de aves incluidas en alguna categoría de riesgo, según la Norma Oficial NOM-ECOL-059-2010.
Paso obligado de todo visitante, esta sala ofrece al mismo tiempo un sitio de esparcimiento y conocimiento, un lugar donde el pasado, presente y futuro se entremezclan, dejando claros y transparentes mensajes, como el cristal que contiene estos ejemplares, la necesidad de Conocer para Valorar y Conservar.
Una sala cuyo silencio parece exigirnos a gritos una tregua a tanta destrucción y daño a la naturaleza, sitio que se convierte por diseño propio en reservorio de pensamientos de esperanza y fe hacia la propia humanidad, lugar de encuentro y partida para los buenos deseos, nadie ama lo que desconoce.
Sin menospreciar el valor de toda la colección, los ejemplares de estas especies en particular, por su dificultad de reemplazo y su valor excepcional, además de formar parte de la avifauna endémica de México, esto es, solo se distribuyen en nuestro país y en ninguna otra parte del mundo pueden encontrarse, son consideradas las “joyas” de la colección. 

#### Águila Arpía
Una de las aves rapaces más poderosas del planeta. Habita en selvas tropicales principalmente, las cuales han sido sobreexplotadas, con lo que se han reducido sus posibilidades de encontrarse a salvo. 
En México se considera en peligro de extinción, a pesar de que las aves que están en el país llegan procedentes del centro y sur de América.

#### Búho Manchado
El búho manchado es una especie enorme que vive en bosques maduros de coníferas; su distribución abarca los Estados Unidos y México, donde también se reproduce. Se presenta principalmente en la Sierra Madre Occidental, aunque existen reportes de esta especie en la parte noreste del país. Y, a pesar de que en México las poblaciones soportan cambios en su hábitat realizadas por actividades de aprovechamiento forestal, se encuentra amenazada (Norma Oficial NOM-ECOL-059-2010).

#### Chara Pinta
La chara pinta se encuentra restringida a las áreas montañosas del noroeste de México, donde es relativamente común hacia la vertiente del Pacífico de la Sierra Madre Occidental, desde Sinaloa y Durango hasta el norte de Nayarit. Habita en cañones con vegetación semicaduca y bosques de pino-encino. Actualmente se encuentra en peligro de extinción según la Norma Oficial NOM-ECOL-059-2010.

#### Vireo Gorra Negra
El vireo gorra negra es un ave pequeña presente en México y comparte su distribución con los Estados Unidos o viceversa; se le puede encontrar mientras descansa a lo largo del territorio nacional durante la migración y durante su reproducción en el noreste de México. Enfrenta actualmente presiones de amenaza muy fuertes con la pérdida de su hábitat debido a los incendios, cultivos, etc., por lo que se encuentra en peligro de extinción (Norma Oficial NOM-ECOL-059-2010).

#### Águila Crestada
El Águila Crestada es un ave rapaz muy parecida al Águila Arpía aunque de menor tamaño. Se distribuye desde México hasta el norte de Argentina. El ejemplar que se exhibe en el Museo es el primer registro confirmado de la especie para México. Es una especie que se encuentra en peligro de extinción. 

#### Loro Cabeza Amarilla
Además de que su hábitat ha sido dramáticamente reducido, el loro cabeza amarilla es una especie muy codiciada, ya que tiene la capacidad de imitar algunas palabras. Actualmente habita en el norte de México, desde Nuevo León hasta Tabasco. Se encuentra en la categoría de peligro de extinción.

#### Loro Nuca Amarilla
El loro nuca amarilla se encuentra en peligro de extinción (norma oficial NOM-ECOL-059-2010) por el tráfico y la destrucción de su hábitat. Es muy solicitado en el comercio de mascotas, por su habilidad para imitar las voces de las personas. Aunque el comercio de esta especie está prohibido en todos los países en el que habita, el área de distribución de la especie ha disminuido en un 75-85 por ciento. Puede encontrarse en diversos hábitats desde México hasta Costa Rica, que incluyen bosque caducifolio y de galería, praderas con presencia de árboles, bosques secundarios y manglares.

#### Cotorra Serrana Oriental
La cotorra serrana oriental es un ave muy local en las montañas de Coahuila, Nuevo León y Tamaulipas. Habita en bosques de pino-encino, en tierras altas. Anida en peñascos. Es un ave endémica del noreste de México. Esta especie actualmente está amenazada.

#### Cotorra Serrana Occidental
La cotorra serrana occidental es una especie endémica a México y se distribuye en los bosques de pino de la Sierra Madre Occidental. Actualmente se encuentra en la categoría de peligro de extinción.

#### Pato Real
El Pato Real es una especie de la cual se deriva el pato criollo. Debido a la selección artificial que ha sufrido esta especie, hoy en día se puede encontrar en cautiverios.
La población silvestre anida en grandes árboles y desafortunadamente está en peligro de extinción.

#### Chara Garganta Blanca
La chara garganta blanca es endémica al oeste de México, es común localmente, en la Sierra Madre del Sur, en Guerrero, particularmente en la localidad de Omiltemi. Es muy sensible a la perturbación, por lo que solo se le puede encontrar en bosques húmedos de pino y pino encino, y fuera de esta vegetación no se han tenido informes de ella. Desafortunadamente la conversión de su hábitat original por cultivos como el maíz, café y árboles frutales son su principal amenaza, por lo que se encuentra en peligro de extinción, según la Norma Oficial NOM-ECOL-059-2010.

#### Colibrí Tijereta Mexicano
El Colibrí Tijereta Mexicano tiene en México dos poblaciones, una en Veracruz y otra en la península de Yucatán. Prefiere habitar los matorrales costeros aunque también podemos encontrarlo en selvas bajas, ecotonos de selva y manglares, zonas de cultivos e inclusive en jardines. Es una especie endémica y desafortunadamente está en peligro de extinción.

#### Codorniz Veracruzana o Chivizcoyo
La codorniz veracruzana o chivizcoyo es endémica en las montañas del este de México, y por su comportamiento huidizo se consideraba rara e incierta su distribución; sin embargo, recientemente se han reportado avistamientos de esta codorniz, lo que incluso ha llevado a los especialistas a cambiar su estatus de protección, de peligro de extinción (norma oficial NOM-ECOL-059-2010) por el de especie amenazada. Habita los bosques húmedos y cerca de poblados e incluso en áreas desmontadas.
Águila Solitaria
El águila solitaria es propia de México, se distribuía en el oeste y sur del país, desde el sureste de Sonora hasta Chiapas, aunque el ejemplar aquí expuesto se encuentra como registro especial porque fue colectadoal norte de Coahuila.
Es única en la colección, ya que a nivel mundial solo hay tres ejemplares en colecciones abiertas al público: una en Estados Unidos, otra en Europa y la de este museo. Considerando los ejemplares en exhibiciones privadas, es la única que tiene las alas abiertas. Actualmente se encuentra en la categoría en peligro de extinción.

#### Águila Real
El Águila Real es una de las aves rapaces más importantes en México, forma parte de su cultura y está presente en sus símbolos patrios.

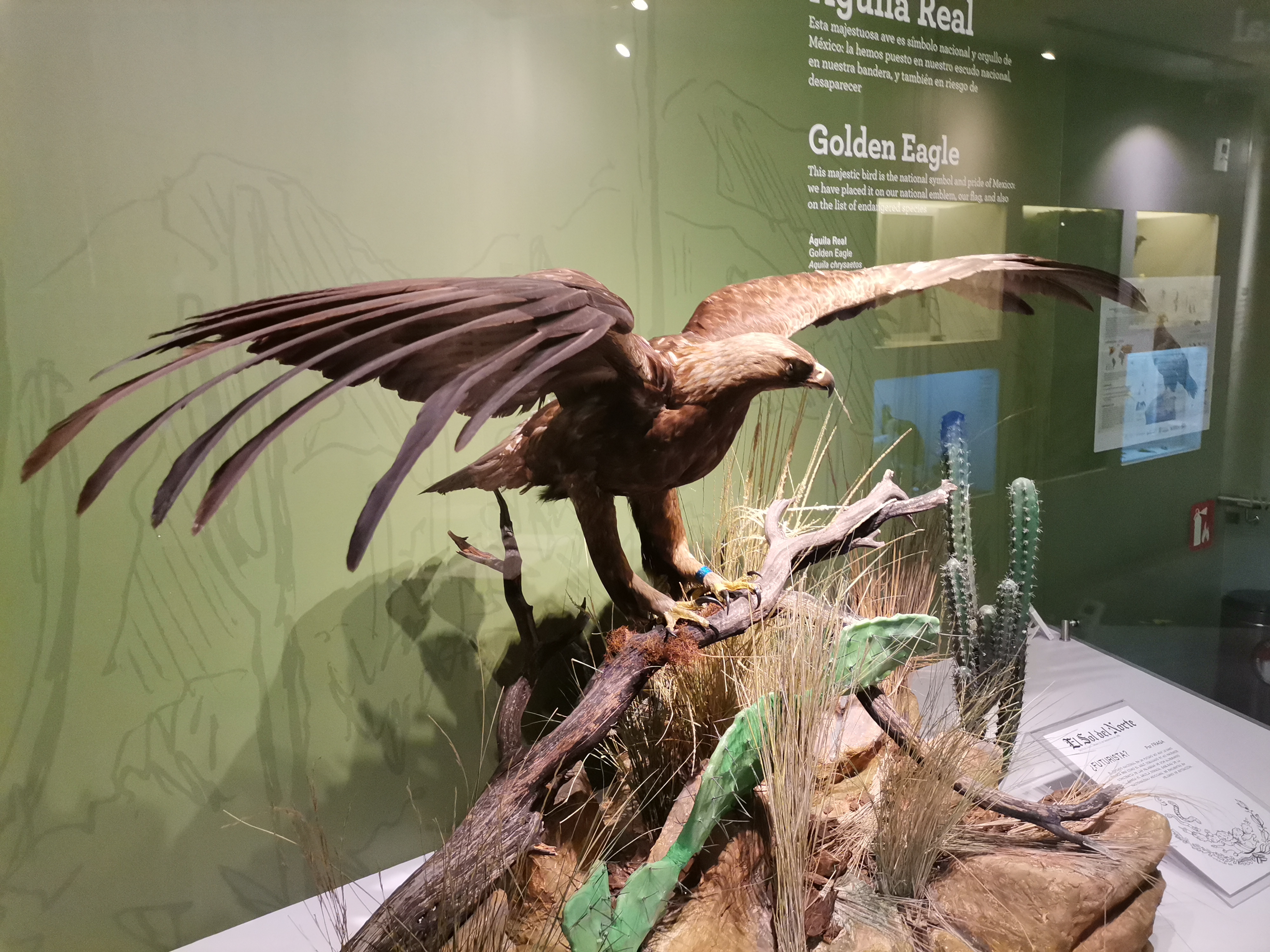

Desafortunadamente está amenazada por la pérdida del hábitat y necesita ser conservada y protegida por todos los mexicanos. ¿Te imaginas la bandera mexicana sin la representación del Águila Real debido a que se extinguió en nuestro país?

## El arte de la Taxidermia
En este Museo has podido conocer a las aves gracias a la maravillosa técnica de la Taxidermia utilizada para preservar estos ejemplares a través del tiempo. Recordemos que cada espécimen es biológicamente único y representa a un individuo en un momento específico en el tiempo, permitiéndonos aprender de él.
La Taxidermia es el “arte” de disecar animales para su conservación y presentación con apariencia de vivos. Puede influir para que un ave tenga un determinado significado. Al ser disecada en ciertas poses se puede transferir mensajes claros sobre sus colores, formas y tamaños. 
El arte de la taxidermia (del griego taxis, "ordenamiento", y dermis, "piel") exige de sus cultores no solamente una habilidad manual y buen gusto, sino conocimientos biológicos y dotes de observación no comunes, que únicamente se pueden lograr con una gran vocación y amor por la naturaleza.
Y es que en un museo de historia natural –como el nuestro- los ejemplares tienen una importancia fundamental en el mensaje hacia nuestros visitantes, de allí que el arreglo y poses naturales que encuentras en cada uno de nuestros especímenes te permiten, junto con la museografía adecuada, sentirte en los ambientes naturales donde ocurren estas especies, la experiencia que vives te hace viajar al sitio, sintiéndote parte de la naturaleza misma del diorama.

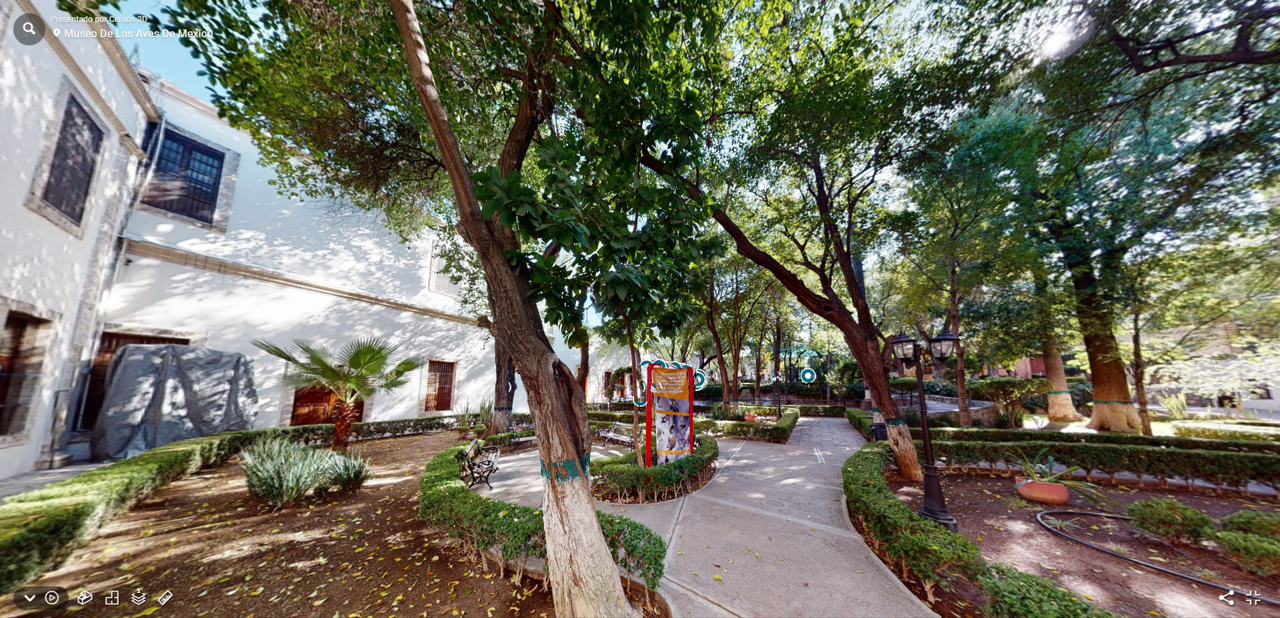

## Servicios educativos
Para fomentar entre los niños y jóvenes el conocimiento e interés por las aves, especialmente de esta región, el Museo de las Aves desarrolla un importante programa dirigido a los estudiantes del nivel básico.
Con ello se pretende motivar a los alumnos a que adquieran un sentido de responsabilidad social que los lleve a actuar en favor de la conservación de los recursos naturales, particularmente las aves y su hábitat.
A través de visitas escolares, se les ofrece a los grupos una visita guiada por las salas del museo y la participación en un taller educativo.
Cabe destacar que el recorrido guiado y las actividades de educación ambiental están diseñados según el nivel de los estudiantes.

En el taller educativo, cuyo tema es escogido por el maestro al momento de hacer la reserva, los alumnos, mediante actividades artísticas, juegos y dinámicas encaminados en la educación ambiental no formal, podrán reafirmar los conocimientos adquiridos durante su visita o subrayar algún tema en particular.

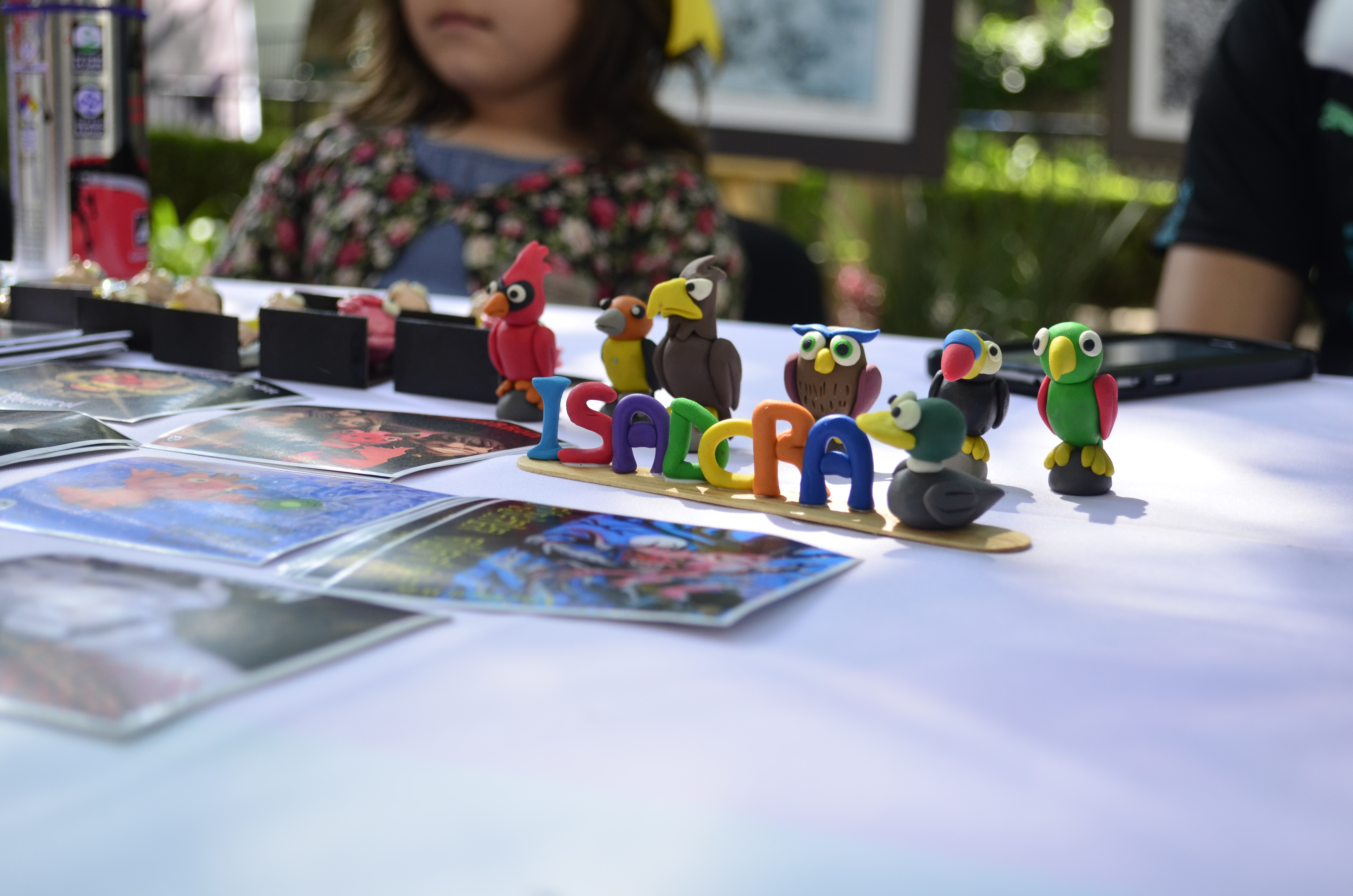
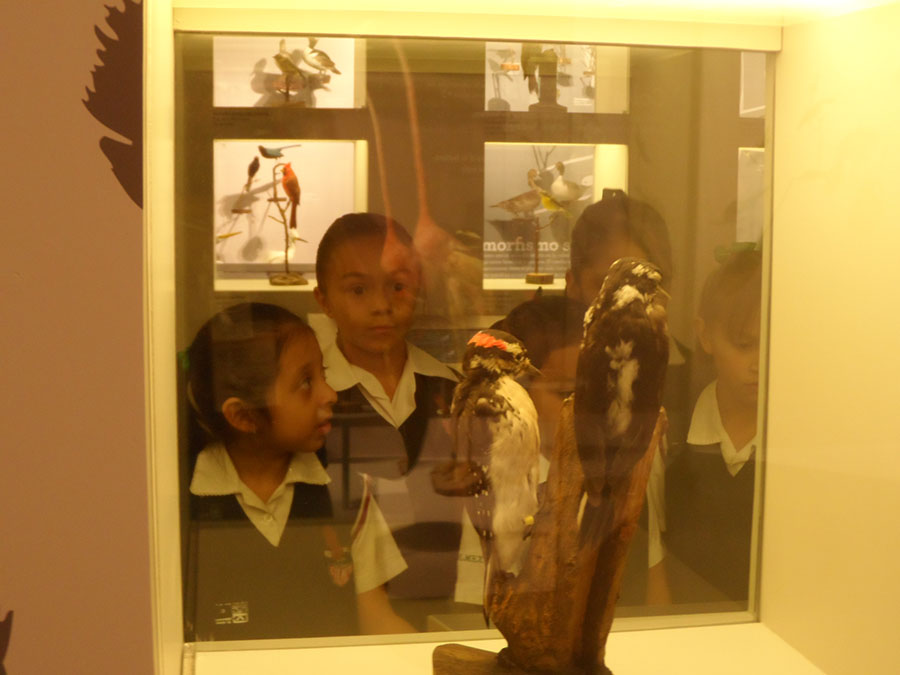
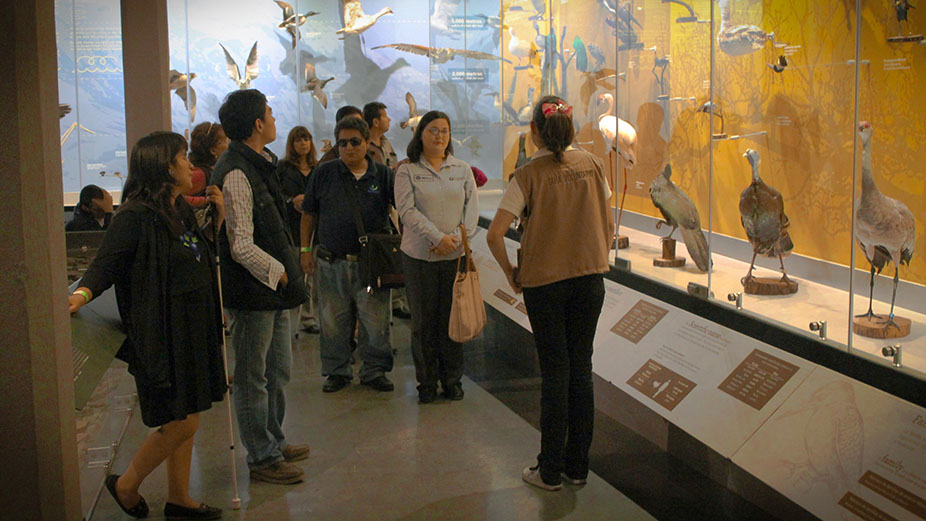

## Galería de imágenes

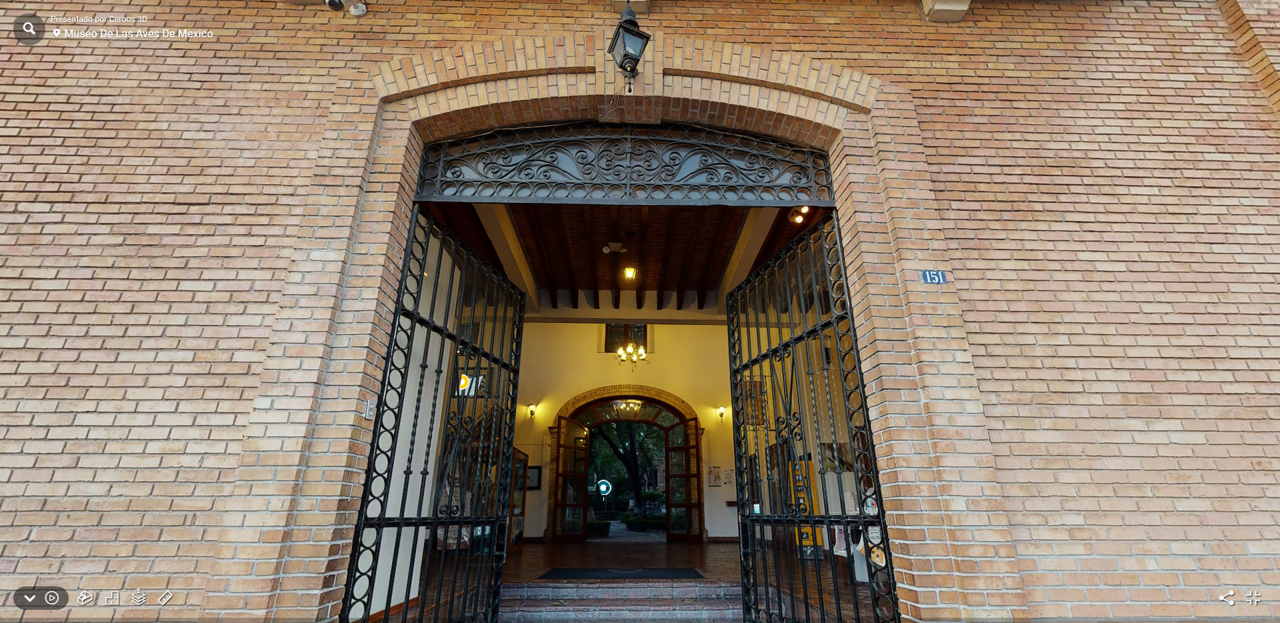
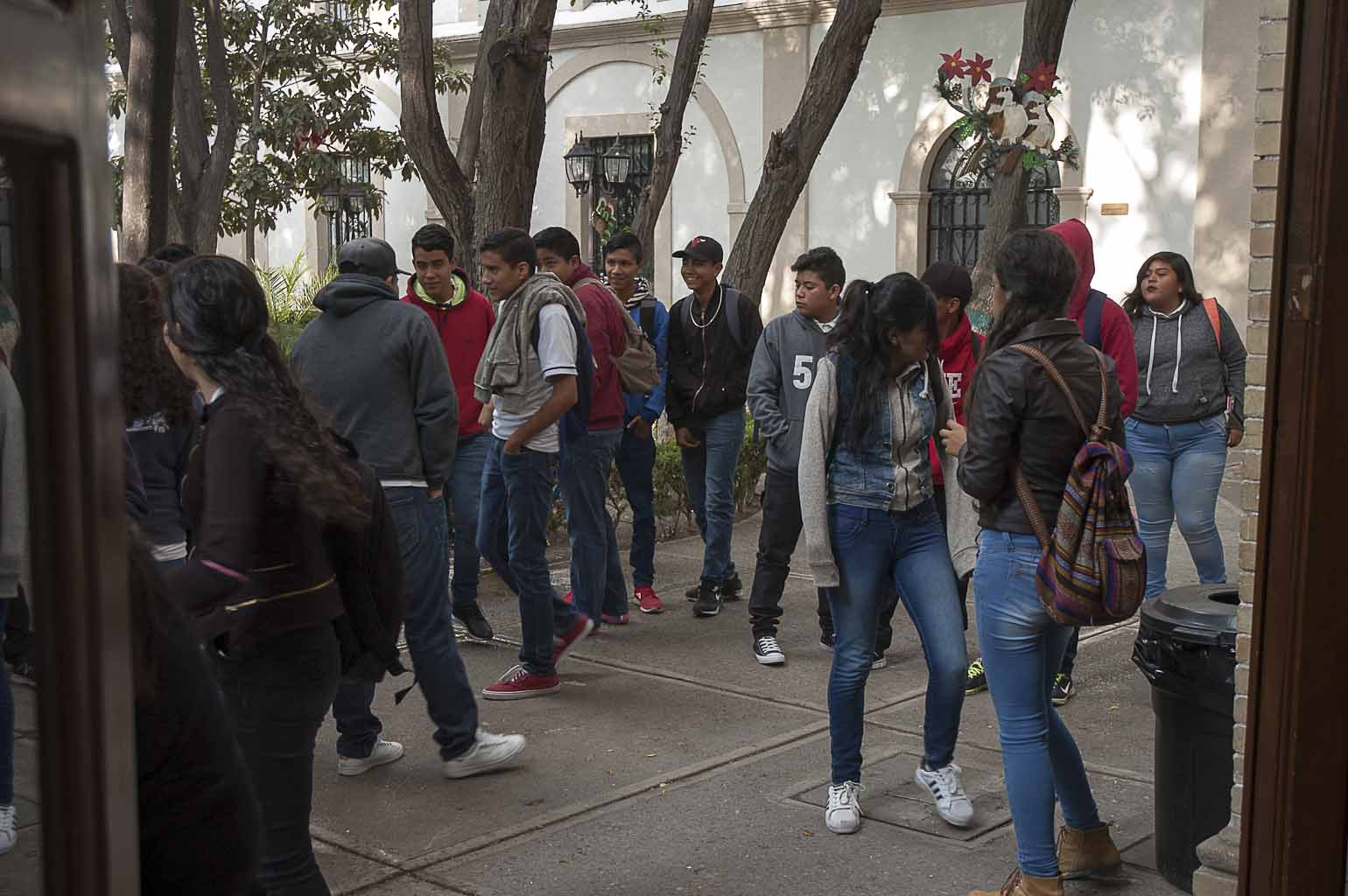
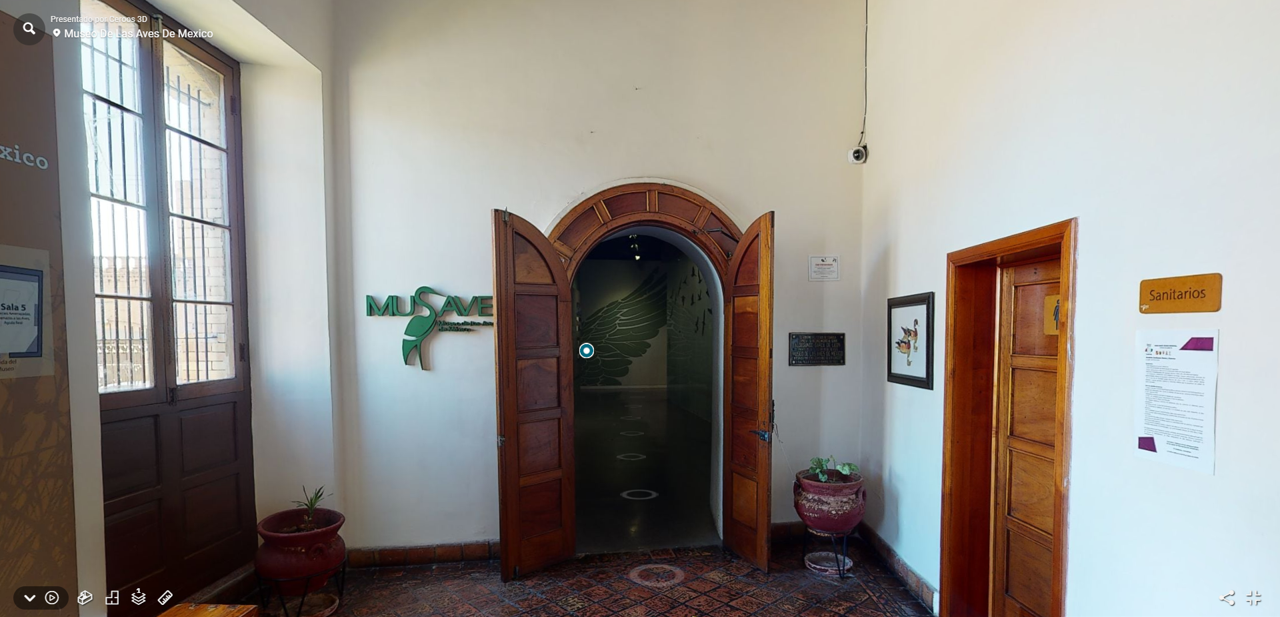
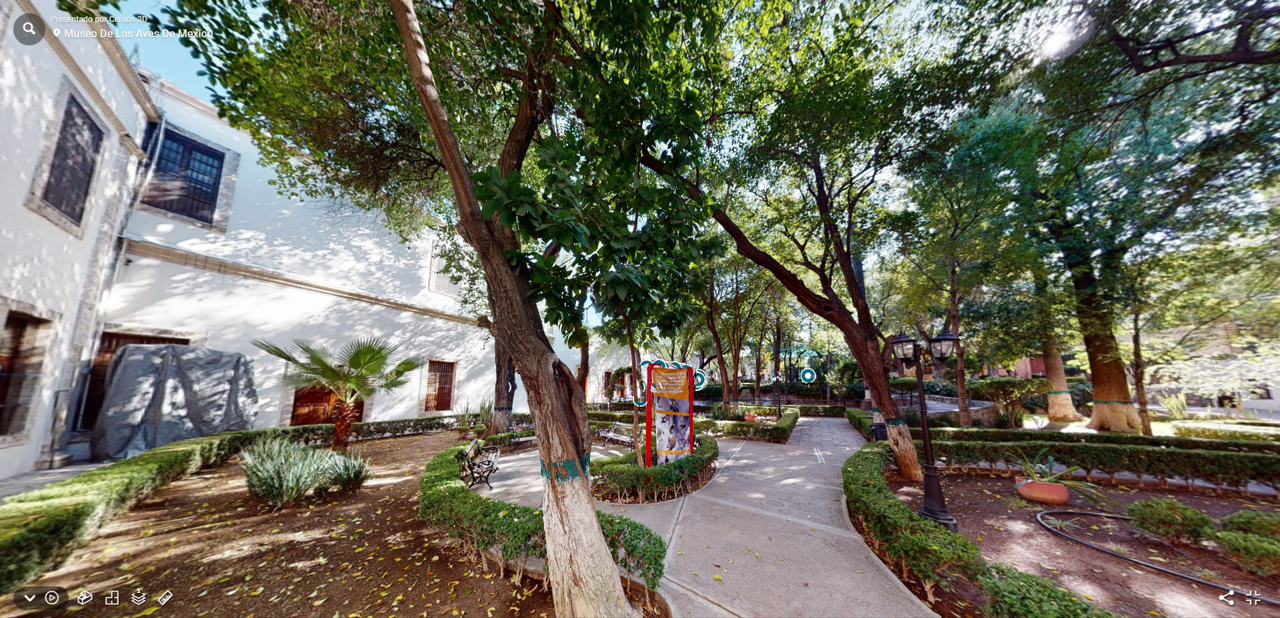